# اسکندر مقدونی در قرآن
غالب مفسران و پژوهشگران قرآن، به خصوص در میان طیف سنتی و همچنین محققان غربی، «ذوالقرنین» مذکور در سورهٔ کهف قرآن را، یکی از القاب اسکندر سوم مقدونی می‌دانند، که وی را تحت عنوان اسکندر کبیر (انگلیسی: Alexander the great) یا اسکندر ذوالقرنین می‌شناسند.

## اسکندر افسانه‌ای

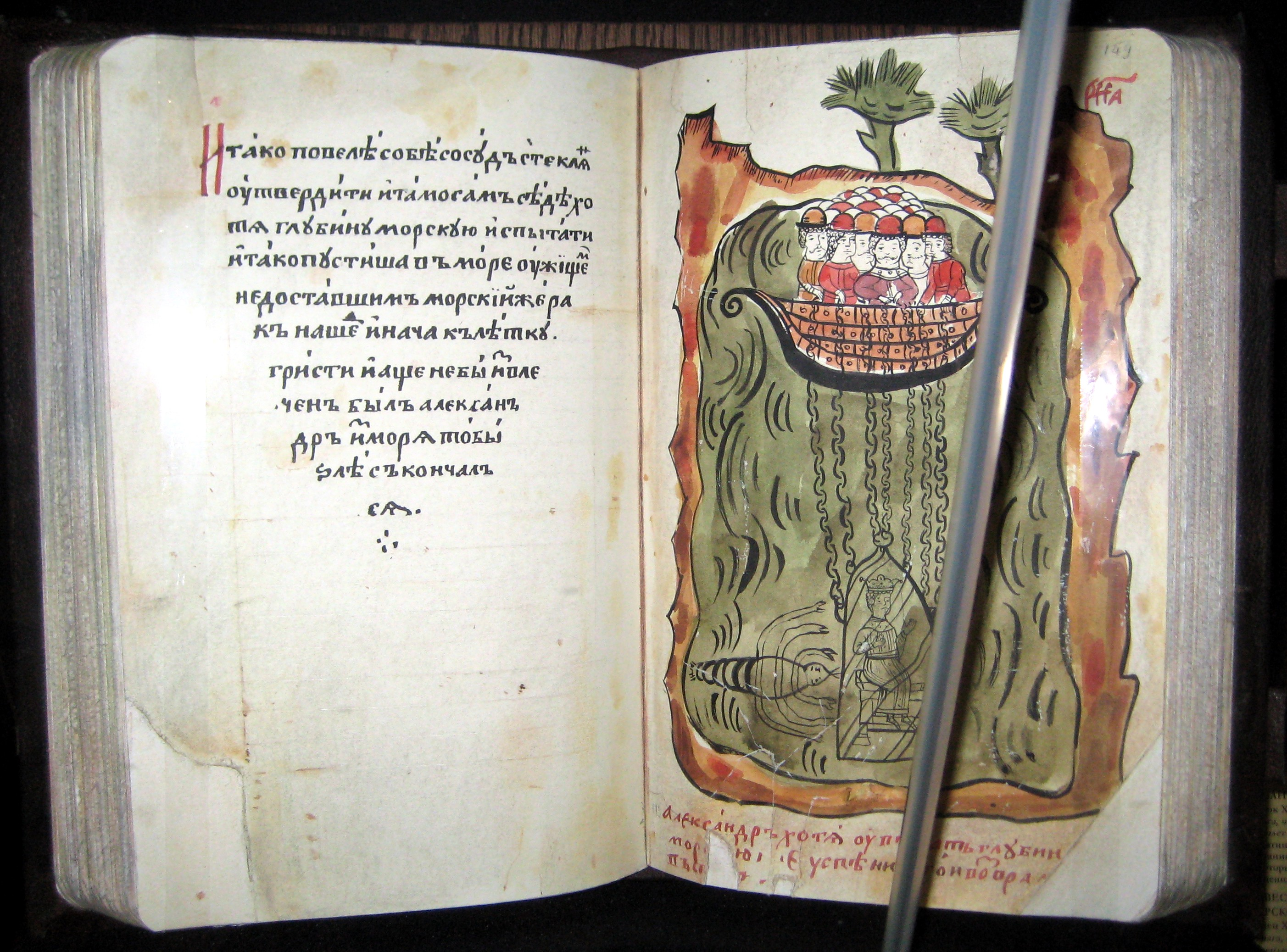
نسخه خطی متعلق به قرن ۱۷ میلادی از یک رمان الکساندرین (روسیه): اسکندر در حال کاوش اعماق دریا.

از زمان باستان، تصویرسازی‌های مختلف زیادی از اسکندر کبیر وجود داشته‌است، شامل ارجاعاتی در کتاب مقدس عبری (تنخ) در سِفر مکابی اول و در کتاب دانیال. اسکندر کبیر در فرهنگ‌های کلاسیک و پسا-کلاسیک مدیترانه و خاورمیانه شخصیتی به شدت محبوب بود. تقریباً بلافاصله پس از مرگش در ۳۲۳ قبل از میلاد دسته ای از افسانه‌ها دربارهٔ استثمارها و زندگی اش شروع به فراهم آمدن کردند، که در طول قرن‌ها، به‌طور فزاینده ای تخیلی و همچنین تمثیلی گشتند. این سنت‌ها مجتمعا رمانس اسکندر نامیده می‌شود و برخی ریسنشن‌ها اپیزودهای پرشور و تکاپویی را از خود به نمایش می‌گذارند، مانند از طریق هوا به بهشت صعود کردن اسکندر، سفر به کف دریا در یک حباب شیشه‌ای، و سفر به درون سرزمین تاریکی در جستجوی آب زندگانی (چشمه جوانی).
قدیمی‌ترین نسخه‌های خطی یونانی از رمانس اسکندر، آن طور که بقا یافته‌اند، نشانگر این هستند که در قرن ۳ میلادی در اسکندریه نگاشته شده‌اند. متن اصلی از دست رفته‌است اما منبع حدود هشتاد نسخه مختلف که به بیست و چهار زبان مختلف نوشته شده‌اند بوده‌است. همان‌طور که رمانس اسکندر در طول قرن‌ها از لحاظ محبوبیت تداوم داشت، توسط مردمان مختلف همسایه به خود بسته و تقلید شد. موردی که از اهمیت بخصوصی برخوردار است به‌کارگیری آن در روایات افسانه ای یهودیان و مسیحیان بعدی است. در روایات یهودی، اسکندر در ابتدا یک شخصیت طنز است، که حاکم غره و طماعی را نشان می‌دهند که نسبت به حقایق معنوی بزرگ‌تر جاهل است. با این حال اعتقاد آنان به خدایی عادل و قدرتمند تمام، مفسران یهودی روایت اسکندر را مجبور کرد تا با موفقیت این‌دنیایی غیرقابل انکار اسکندر به سازش و توافق برسند. چرا خدایی عادل و قدرتمند تمام باید چنین لطفی را به یک حاکم ناپارسا نشان بدهد؟ این نیازمندی تئولوژیک به علاوه فرهنگ پذیری از هلنیسم به تفسیر یهودی مثبت تری از میراث اسکندر منجر شد. این امر در خنثی‌ترین شکل خود، به این گونه که اسکندر نسبت به مردمان یهودی یا نمادهای آیین آن‌ها حرمت و احترام نشان بدهد نمادسازی شد. با برخورداری از این که فاتح بزرگ، بدین گونه به درستی بنیادی سنن مذهبی، فکری، یا اخلاقی یهودیان اذعان کند، پرستیژ اسکندر در جهت آرمان قوم‌مداری یهودی مهار و استفاده شد. بالاخره نویسندگان یهودی تقریباً به‌طور کل اسکندر را به اصطلاح به عنوان هم قطار پذیرفتند، و او را به عنوان یک غیر یهودی پارسا یا یکتاپرستی مؤمن، به تصویر کشیدند.
مردم مسیحی‌گشته خاور نزدیک، وارثانِ اجزای متشکله هلنیستی و همچنین یهودی رمانس اسکندر، اسکندر را پیش‌تر تئولوژیزه کردند تا جایی که در برخی داستان‌ها او به عنوان یک قدیس به تصویر کشیده شده بود. افسانه‌های مسیحی، اسکندر سوم، فاتح یونانی را تبدیل کردند به «شاه مؤمن»، که تلحویا این معنی را می‌رساند که وی فردی معتقد به یکتاپرستی بود. در نهایت عناصر رمانس اسکندر با افسانه‌های کتاب‌های مقدس مانند گوگ و ماگوگ (یاجوج و ماجوج در عربی) ترکیب شد.
در طول دوره ای از تاریخ که در طی آن رمانس اسکندر نوشته شده بود، از آن جا که تاریخ فتوحاتش به شکل فولکلور و افسانه‌ها حفظ شده بود. چیز کمی دربارهٔ اسکندر کبیر تاریخی شناخته شده بود. تا پیش از رنسانس (۱۳۰۰–۱۶۰۰ میلادی) نبود که تاریخ حقیقی اسکندر سوم کشف دوباره شد:
از زمان مرگ اسکندر کبیر در ۳۲۳ پیش از میلاد هیچ عصری در تاریخ نبوده‌است، چه در غرب یا چه در شرق، که در آن نام وی و استثماراتش آشنا نبوده باشد. و با این حال نه تنها تمام سوابق معاصر از دست رفته‌است بلکه حتی کاری که بر اساس آن سوابق بنا شده‌است، آناباسیس [اثری] از آریان، با این که چهار و نیم قرن پس از مرگ وی نوشته شده، کاملاً برای نویسندگان مربوط به قرون وسطی ناشناخته بوده و فقط با احیای یادگیری [رنسانس] در دسترس محققان غربی قرار گرفت. جاودان سازی آوازه اسکندر در طول این همه عصر و در میان این همه مردمان در اصل به دلیل ریسنشن‌ها (متون تجدید نظر شده) و تناسخ‌های بی‌شمار اثری است که تحت عنوان رمانس اسکندر یا سودو-کالیستنس شناخته می‌شود.

### تاریخ‌گذاری و سرچشمه‌های افسانه‌های اسکندر

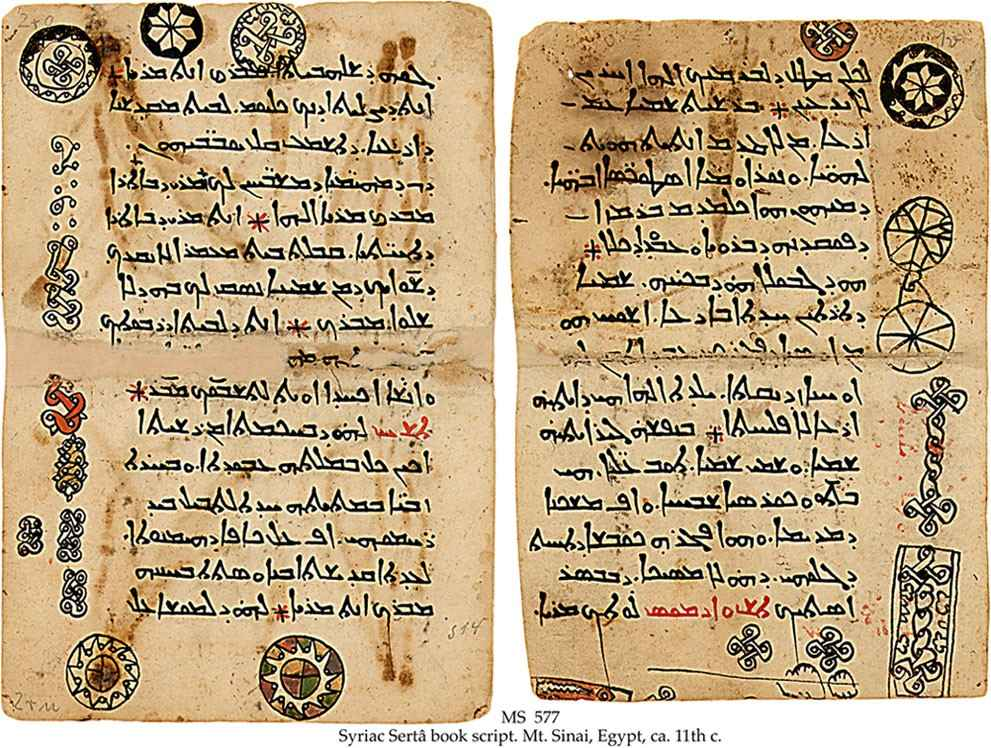
یک نسخه خطی سریانی مربوط به قرن ۱۱ میلادی. زبان سریانی گویشی از آرامی میانه است که روزگاری در طول بخش زیادی از هلال حاصل خیز گویش می‌شد. سریانی کلاسیک از قرون ۴ الی ۸ میلادی در سراسر خاور میانه به زبان ادبی عمده تبدیل گشت، زبان کلاسیک رها، حجم عظیمی از ادبیان سریانی را حفظ کرد. سریانی وسیله بیان مسیحیت و فرهنگ ارتدکس شرقی، و در سراسر آسیا گسترش یافت. قبل از این که عربی زبان غالب شود، سریانی زبانی عمده در میان جوامع مسیحی آشوری‌ها در خاورمیانه و آسیای مرکزی بود. چندین نسخه خطی سریانی از رمانس اسکندر وجود دارد، که قدمتشان تا قرن ۷ میلادی بر می‌گردد. به‌طور کلی عرضه کردن کارهای یونانی باستان به عربستان پیش از اسلام به حساب مترجمان یونانی-سریانی گذاشته شده‌است.

مطالب اسکندر افسانه ای از همان اوایل زمانه دودمان بطلمیوسی (۳۰۵–۳۰ پیش از میلاد) سرچشمه گرفته‌است و مؤلفان ناشناس گاهی اوقات تحت عنوان سودو-کالیستنس (با کالیستنس اهل اولینثوس که مورخ رسمی اسکندر بود اشتباه گرفته نشود) مورد ارجاع قرار می‌گیرد. قدیمی‌ترین نسخه خطی به جا مانده از رمانس اسکندر که ریسنشنِ آلفا نامیده می‌شود را می‌توان به قرن ۳ میلادی تاریخ گذاری کرد و در اسکندریه به یونانی نوشته شده بود.
تئوری‌های زیادی در رابطه با تاریخ و منابع این اثر شگرف [رمانس اسکندر] وجود داشته‌است. بر حسب اخیرترین اسناد و منابع، … توسط یک یونانو-مصری که در ۳۰۰ پس از میلاد در اسکندریه می‌نویسد همگردانی شده‌است. منابعی که مؤلف ناشناس بیرون کشیده دوگانه اند. در یک سوه وی از 'تاریخ رویاپردازی شده اسکندر برخوردار از تیپ بلاغتی پر تصنع که بر روایت کلیتارکوس [Cleitarchus] متکی است، و به همراه این وی مجموعه ای نامه‌های موهومی از یک رمان اسکندر مکاتباتی که در قرن اول پیش از میلاد نوشته شده بود شامل دو نامه طولانی از اسکندر به مادرش المپیا و معلم خصوصی اش ارسطو که ماجراجویی‌های شگفت انگیزش را در هند و در آخر دنیا توصیف می‌کند' استفاده کرده‌است. این‌ها به زبان ادب آوری یک روایت محبوب زنده می‌باشد و همین‌طور برجسته‌ترین و جالب‌ترین بخش اثر.
گونه‌های یونانی رمانس اسکندر به تکامل ادامه دادند تا این که، در قرن ۴ میلادی، افسانه یونانی توسط ژولیوس والریوس الکساندر پولمیوس به لاتین ترجمه شد (که در لاتین به آن Res gestae Alexandri Magni گفته می‌شود) و از لاتین به تمام زبان‌های محلی عمده اروپا در قرون وسطی پخش شد. در همین حوالی ترجمه اش به لاتین، متن یونانی همچنین به زبان سریانی ترجمه شد و از سریانی به فرهنگ‌ها و زبان‌های شرقی تا دورافتاده‌ترین نقاط مانند چین و آسای جنوب شرقی گسترش یافت. افسانه سریانی منبع گونه عربی که قصص ذوالقرنین نامیده می‌شود، گونه ای فارسی که اسکندرنامه نامیده می‌شود، و ترجمه‌های ارمنی و اتیوپیایی (زبان گعز) می‌باشد.
نسخه ای که به سریانی ثبت شده‌است از اهمیت به خصوصی برخوردار است چرا که در خاورمیانه در طول دوره نوشتن قرآن در جریان بوده‌است و به عنوان چیزی که به خاستگاه‌های ادبی و زبان شناختی داستان ذوالقرنین در قرآن به‌طور نزدیکی مرتبط است نگاه می‌شود. افسانه سریانی آن طور که بازمانده است از پنج نسخه نسخه خطی متمایز تشکیل شده‌است، شامل یک افسانه مذهبی مسیحی سریانی در رابطه با اسکندر و همچنین خطابه ای دربارهٔ اسکندر که به شاعر-الهی‌دان سریانی یعقوب سروجی (۴۵۱–۵۲۱ میلادی، همچنین Mar Jacob نامیده می‌شود) منسوب گشته‌است. افسانه مسیحی سریانی روی سفر اکسندر به آخر دنیا تمرکز می‌کند، جایی که دروازه‌های اسکندر را بنا می‌کند تا ملل شرور گوگ و ماگوگ (یاجوج و ماجوج) را محصور کند، حینی که خطابه سفر وی به سرزمین تاریکی را به منظور کشف آب حیات (چشمه جوانی) شرح می‌دهد. این افسانه‌های در رابطه با اسکندر، به طرز چشمگیری به داستان ذوالقرنین که در قرآن یافت می‌شود شبیه هستند.
یکی از پنج نسخه خطی سریانی، که به قرن ۱۸ میلادی تاریخ گذاری شده‌اند، نسخه‌ای از افسانه سریانی را با خود دارد که قدمتش به‌طور کلی به مابین ۶۲۹ الی ۶۳۶ میلادی تاریخ گذاری شده‌است. در افسانه «دانش پس‌بینی از حمله خزر به ارمنستان در ۶۲۹ میلادی» گواهی‌ای وجود دارد که حاکی از این است که این افسانه باید حول و حوش ۶۲۹ میلادی با اضافاتی توسط یک ویراستار سربار شده باشد. این افسانه به نظر می‌رسد که به عنوان پروپاگاندایی در حمایت از امپراتور هراکلیوس (۵۷۵–۶۴۱ میلادی) مدت کمی پس از این که وی ایرانیان را در جنگ ایران و روم شرقی در ۶۲۸–۶۰۲ میلادی شکست داد نگاشته شده باشد، قابل توجه است که این نسخه خطی از ذکر فتح اورشلیم در ۶۳۶ میلادی توسط جانشین محمد (۵۷۰–۶۳۲ میلادی)، یعنی خلیفه عمر (۵۹۰–۶۴۴ میلادی) ناتوان است. این واقعیت یعنی افسانه ممکن بوده‌است پیش از «رویداد سهمگین و بزرگ» که فتح شام به‌دست مسلمانان بوده‌است و منجر به تسلیم اورشلیم در نوامبر ۶۳۶ میلادی شد، ثبت و ضبط شده باشد. این که این افسانه پس از ۶۳۶ میلادی نوشته می‌شد، جنگ‌های اعراب و بیزانس در افسانه مورد ارجاع قرار می‌گرفت، توسط این واقعیت پشتیبانی می‌شود که در ۶۹۲ میلادی یک مورد اقتباس مسیحی سریانی از رمانس اسکندر تحت عنوان آپوکالیپس سودو-متودیوس به واقع به عنوان پاسخی به تهاجمات مسلمانان نوشته شده‌است و کاذبا به قدیس متودیوس (؟ –۳۱۱ میلادی) منسوب شده بود؛ این آپوکالیپس سودو-متودیوس ملل شرور یاجوج و ماجوج را با مسلمانان متجاوز همسان کرده‌است و برای قرن‌ها تصوری فرجام‌شناسانه را از عالم مسیحی شکل داد.
نسخه‌های خطی همچنین حاوی شواهدی از متون از دست رفته هستند. برای مثال، از یک نسخه عربی پیشا-اسلامی از ترجمه که تصور می‌شود به عنوان واسطه ای بین ترجمه‌های مسیحی سریانی و مسیحی اتیوپیایی بوده باشد، شواهدی وجود دارد. همچنین شواهدی وجود دارد که ترجمه سریانی مستقیماً بر اساس نسخهٔ یونانی نبوده، بلکه بر اساس یک واسطهٔ از دست رفتهٔ پارسی میانه بوده‌است.

### مناقشه مذهبی
ذوالقرنین فرمانروایی با اخلاق و درستکار بوده‌است و بنابراین با توجه به شخصیت ولنگار و دور از اخلاق اسکندر نمی‌تواند بر او تعلق گیرد هر چند به دلیل اینکه در طول دوره ای که مسیحیان و یهودیان خودشان اسکندر کبیر را به عنوان شخصیتی مذهبی انتخاب کردند و به میان خود آوردند، توسط برخی عالمان کلاسیک اسلامی با اسکندر برابر دانسته شده‌است. مع‌هذا، این واضح است که اسکندر کبیر تاریخی یک پاگان یونانی بوده‌است. (برای نمونه، گفته می‌شود که مادر اسکندر یعنی المپا عضوی مؤمن از فرقه مار-پرستی ارجیانه دیونیسوس بوده‌است، و شاید با مارها خوابیده باشد). چنین واقعیت‌های تاریخی ای دربارهٔ اسکندر کبیر فقط پس از دوره رنسانس (۱۳۰۰–۱۶۰۰ میلادی) به خوبی شناخته شده گشت، زمانی که آناباسیس الکساندری اثری از آریان (۸۵–۱۶۰ میلادی) بازکشف شد. در پرتوی دیدگاه‌های مدرن از اسکندر کبیر، همانندی او با ذوالقرنین به مسئله مناقشه برانگیز بزرگی برای مسلمانان تبدیل گشته‌است. در واکنش، تئوری‌های جایگزینی توسط برخی علمای مسلمان دربارهٔ هویت ذوالقرنین جلو برده می‌شود. برای مثال، پیشنهاد شده‌است که ذوالقرنین می‌توانست کوروش بزرگ باشد (نوشتار کوروش بزرگ در قرآن را ببینید). حساسیت مسلمانان ضد اسکندر اغلب با ارجاع به عقاید مذهبی چندخدایی (مشرکانه) و (اخیراً) روابط شخصی وی، در رساله‌های اسلامی بازتاب یافته‌است (برای نمونه، «برخی [عالمان مسلمان] می‌گویند این اسکندر کبیر بوده‌است، که از ۳۵۶ پیش از میلاد الی ۳۲۳ پیش از میلاد زندگی می‌کرد، اما این به شدت غیر محتمل است، با توجه به این که اسکندر یک بت‌پرست بوده‌است.»).

## ذوالقرنین در متون اسلامی

### قرآن
ذوالقرنین («دارنده دو شاخ») شخصیتی است که در قرآن، متن مقدسی که مسلمانان اعتقاد دارند توسط الله به محمد وحی شده، توصیف شده‌است. داستان ذوالقرنین در هفده آیهٔ کوتاه از قرآن، مشخصاً در آیات ۸۳–۹۹ در سورهٔ کهف ظاهر می‌شود. ذوالقرنین فقط در یک جای قرآن ذکر شده‌است، بر خلاف دیگر داستان بیش تر آشنا که در سراسر متن تکرار شده‌اند (برای مثال، عیسی در ۹۳ آیه در ۱۵ سوره مختلف قرآن ذکر شده‌است). داستان قرآنی مردی را که ذوالقرنین (یعنی «دارنده دو شاخ») نامیده می‌شود، تشریح می‌کند، کسی که از قبل برای ساکنان منطقه آشنا بوده‌است. با قدرت شگرفی که الله به او عطا می‌کند، به دورترین نقطه غرب و به دورترین نقطه شرق، و آن گاه به شمال دور سفر می‌کند، جایی که دیواری می‌سازد تا ملل یاجوج و ماجوج را محصور کند:
| آیه قرآن | محمدمهدی فولادوند | عبدالمحمد آیتی |
| -------- | --- | --- |
| ۱۸:۸۳    | و از تو در باره «ذوالقرنین» می‌پرسند. بگو: «به زودی چیزی از او برای شما خواهم خواند.» | و از تو در باره ذوالقرنین می‌پرسند. بگو: برای شما از او چیزی می‌خوانم. |
| ۱۸:۸۴    | ما در زمین به او امکاناتی دادیم و از هر چیزی وسیله‌ای بدو بخشیدیم. | ما او را در زمین مکانت دادیم و راه رسیدن به هر چیزی را به او نشان دادیم.                                                                                                |
| ۱۸:۸۵    | تا راهی را دنبال کرد. | او نیز راه را پی گرفت. |
| ۱۸:۸۶    | تا آنگاه که به غروبگاه خورشید رسید، به نظرش آمد که [خورشید] در چشمه‌ای گِل‌آلود و سیاه غروب می‌کند، و نزدیک آن طایفه‌ای را یافت. فرمودیم: «ای ذوالقرنین، [اختیار با توست] یا عذاب می‌کنی یا در میانشان [روش] نیکویی پیش می‌گیری.» | تا به غروبگاه خورشید رسید. دید که در چشمه‌ای گِل‌آلود و سیاه غروب می‌کند و در آنجا مردمی یافت. گفتیم: ای ذوالقرنین، می‌خواهی عقوبتشان کن و می‌خواهی با آن‌ها به نیکی رفتار کن. |
| ۱۸:۸۷    | گفت: «اما هر که ستم ورزد عذابش خواهیم کرد، سپس به سوی پروردگارش بازگردانیده می‌شود، آنگاه او را عذابی سخت خواهد کرد.» | گفت: اما هر کس که ستم کند ما عقوبتش خواهیم کرد. آنگاه او را نزد پروردگارش می‌برند تا او نیز به سختی عذابش کند.                                                           |
| ۱۸:۸۸    | و اما هر که ایمان آورد و کار شایسته کند، پاداشی [هر چه] نیکوتر خواهد داشت، و به فرمان خود، او را به کاری آسان واخواهیم داشت.                                                                                               | و اما هر کس که ایمان آورد و کارهای شایسته کند، اجری نیکو دارد؛ و در باره او فرمان‌های آسان خواهیم راند.                                                                  |
| ۱۸:۸۹    | سپس راهی [دیگر] را دنبال کرد. | باز هم راه را پی گرفت. |
| ۱۸:۹۰    | تا آنگاه که به جایگاه برآمدن خورشید رسید. [خورشید] را [چنین] یافت که بر قومی طلوع می‌کرد که برای ایشان در برابر آن پوششی قرار نداده بودیم.                                                                                  | تا به مکان برآمدن آفتاب رسید. دید بر قومی طلوع می‌کند که غیر از پرتو آن برایشان هیچ پوششی قرار نداده‌ایم.                                                                 |
| ۱۸:۹۱    | این چنین [می‌رفت]، و قطعاً به خبری که پیش او بود احاطه داشتیم. | چنین بود؛ و ما بر احوال او احاطه داریم. |
| ۱۸:۹۲    | باز راهی را دنبال نمود. | باز هم راه را پی گرفت. |
| ۱۸:۹۳    | تا وقتی به میان دو سد رسید، در برابر آن دو [سد]، طایفه‌ای را یافت که نمی‌توانستند هیچ زبانی را بفهمند. | تا به میان دو کوه رسید. در پس آن دو کوه مردمی را دید که گویی هیچ سخنی را نمی‌فهمند.                                                                                      |
| ۱۸:۹۴    | گفتند: «ای ذوالقرنین، یأجوج و مأجوج سخت در زمین فساد می‌کنند، آیا [ممکن است] مالی در اختیار تو قرار دهیم تا میان ما و آنان سدی قرار دهی؟»                                                                                   | گفتند: ای ذوالقرنین، یأجوج و مأجوج در زمین فساد می‌کنند. می‌خواهی خراجی بر خود مقرر کنیم تا تو میان ما و آن‌ها سدی برآوری؟                                                 |
| ۱۸:۹۵    | گفت: «آنچه پروردگارم به من در آن تمکّن داده، [از کمک مالی شما] بهتر است. مرا با نیرویی [انسانی] یاری کنید [تا] میان شما و آنها سدی استوار قرار دهم.»                                                                        | گفت: آنچه پروردگار من مرا بدان توانایی داده‌است بهتر است. مرا به نیروی خویش مدد کنید، تا میان شما و آن‌ها سدی برآورم.                                                     |
| ۱۸:۹۶    | برای من قطعات آهن بیاورید، تا آنگاه که میان دو کوه برابر شد، گفت: «بدمید» تا وقتی که آن [قطعات] را آتش گردانید، گفت: «مس گداخته برایم بیاورید تا روی آن بریزم.»                                                            | برای من تکه‌های آهن بیاورید. چون میان آن دو کوه انباشته شد، گفت: بدمید. تا آن آهن را بگداخت؛ و گفت: مس گداخته بیاورید تا بر آن ریزم.                                     |
| ۱۸:۹۷    | [در نتیجه، اقوام وحشی] نتوانستند از آن [مانع] بالا روند و نتوانستند آن را سوراخ کنند. | نه توانستند از آن بالا روند و نه در آن سوراخ کنند. |
| ۱۸:۹۸    | گفت: «این رحمتی از جانب پروردگار من است، و[لی] چون وعده پروردگارم فرا رسد، آن [سد] را درهم کوبد، و وعده پروردگارم حق است.»                                                                                                 | گفت: این رحمتی بود از جانب پروردگار من؛ و چون وعده پروردگار من در رسد، آن را زیر و زبر کند و وعده پروردگار من راست است.                                                 |
| ۱۸:۹۹    | و در آن روز آنان را رها می‌کنیم تا موج‌آسا بعضی با برخی درآمیزند و [همین که] در صور دمیده شود، همه آن‌ها را گرد خواهیم آورد.                                                                                                  | و در آن روز واگذاریم تا چون موج روان گردند، و چون در صور دمیده شود همه را یکجا گرد آوریم.                                                                               |

### سیره

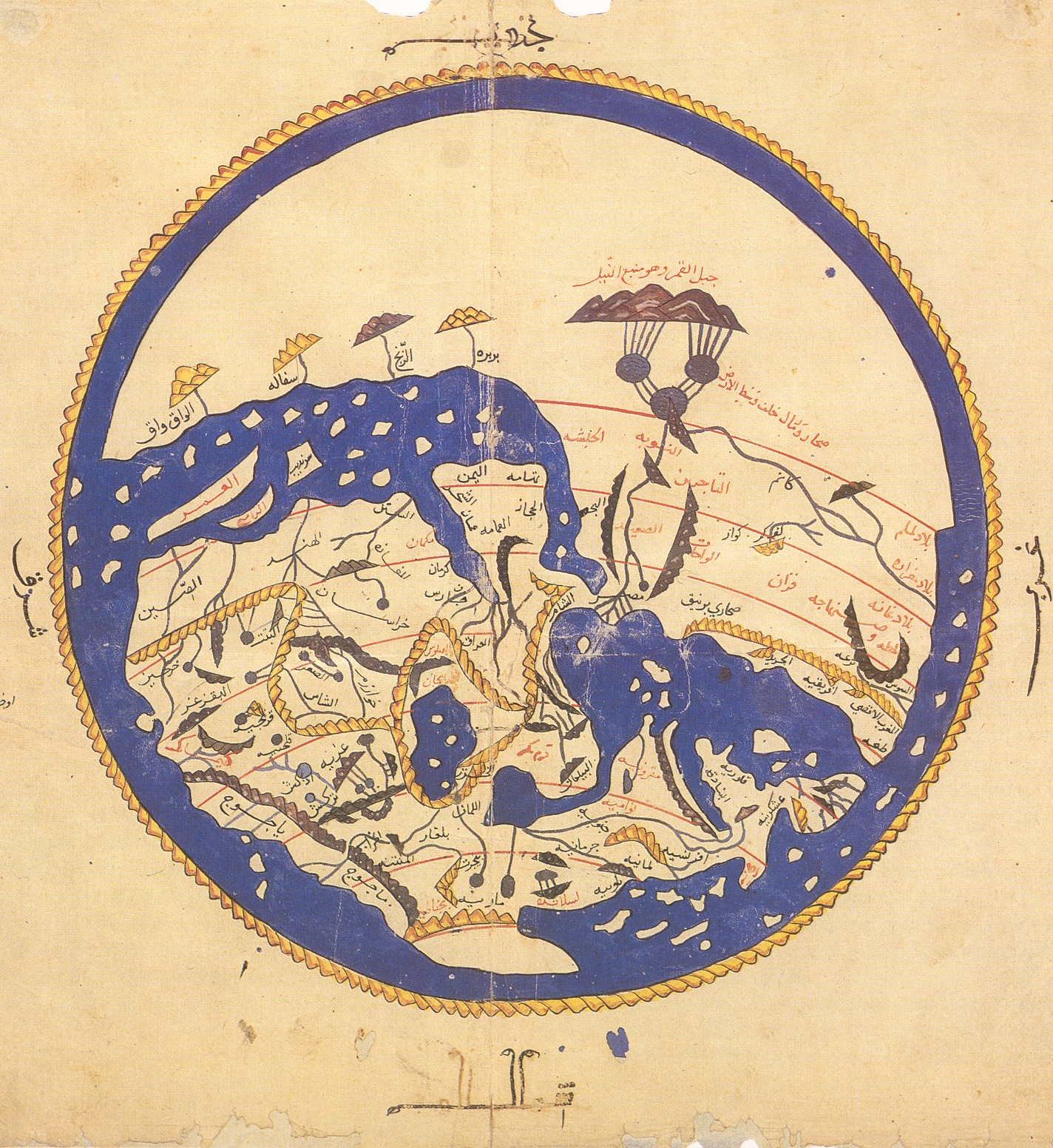
نقشه متعلق به قرن ۱۲ میلادی توسط جغرافی‌دان مسلمان الادریسی (جنوب-بالا). «یاجوج» و «ماجوج» (گوگ و ماگوگ) در دستنوشته عربی در گوشه پایین-چپ اقلیم اوراسیا به چشم می‌خورد، محصور در درون کوه‌های تیره، در موقعیتی که تقریباً با مغولستان متناظر است. این ارجاعی است به داستان ذوالقرنین در قرآن.

قدیمی‌ترین ذکر از ذوالقرنین در خارج از قرآن در کارهای پیشینی‌ترین مورخ و قدیس‌نگار مسلمان، ابن اسحاق (؟ –۷۶۱ میلادی) یافت می‌شود، که مجموعه اصلی متون سیره (زندگی‌نامه دینی) را تشکیل می‌دهند. سیره ابن اسحاق گزارش می‌دهد که سورهٔ هجدهم قرآن (که شامل داستان ذوالقرنین است) به حساب برخی سوالاتی که توسط ربای‌ها بر محمد عرضه شده بود توسط خدا به محمد وحی شد. آیه در طول دوره مکی زندگی محمد وحی شد. به گفته ابن اسحاق، قبیله محمد، قریش قدرتمند، به شدت دربارهٔ هم قبیله ای خویش که ادعای نبوت می‌کرد نگران بودند و می‌خواستند تا به دانش برتر ربای‌های یهودی از متون مقدس و دربارهٔ پیامبران و خدا، رجوع کنند. دو مرد قریش، هم قبیله ایش خویش، محمد را، برای عالمان یهودی وصف کردند. ربای‌ها به مردان گفتند از محمد سه سؤال بپرسند:
آنان (ربای‌ها) گفتند، 'از او دربارهٔ سه چیز که ما به شما می‌گوییم سوال‌کنید، بپرسید و اگر او به آن‌ها جواب دهد آن وقت او یک پیامبر است که فرستاده شده (توسط الله)؛ اگر [جواب] ندهد، آن وقت او چیزهایی را می‌گوید که راست نیستند، که در این صورت این که چگونه با او برخورد می‌کنید به شما مربوط است. از او دربارهٔ مردانی جوان در زمان‌های کهن بپرسید، داستانشان چه بود؟ برای آنان قصه ای عجیب‌غریب و شگفت‌انگیز است. از او دربارهٔ مردی که مقدار زیادی سفر کرد و به شرق و به غرب زمین رسید بپرسید. داستان او چه بود؟ و از او دربارهٔ روح بپرسید —چیست؟ اگر او دربارهٔ این چیزها برایتان بگوید، آن وقت او یک پیامبر است، پس از او پیروی کنید، اما اگر برایتان نگوید، او مردی است که چیزها را سر هم می‌کند [یا از خود درمی‌آورد]، پس با او آن طور که شایسته می‌بینید برخورد کنید.'

داستان معروف موجود در سیره نقل می‌کند که وقتی محمد از سه سؤال مطرح‌شده از سوی ربای‌ها مطلع گشت، اعلام کرد که صبح پاسخ‌ها را خواهد داشت. مع‌هذا، محمد صبح پاسخ‌ها را نداد. برای پانزده روز، محمد سؤال را جواب نداد. شک به محمد در میان مردم مکه شروع به رشد کرد. آن گاه، پس از پانزده روز، محمد وحی را که سوره کهف («غار») است دریافت کرد، هجدهمین سوره قرآن. سوره کهف «مردمان غار» را ذکر می‌کند، داستانی عجیب دربارهٔ یک سری مرد جوان در دوران کهن که در غاری برای سال‌ها خوابیدند (که معادل اسطوره سریانی مسیحی هفت خواب رونده افسوس می‌باشد). سوره کهف به الرِّیَاح (بادها) اشاره می‌کند (مرتبط با واژه روح، آیه ۴۵). در نهایت، این سوره همچنین «مردی که مقدار زیادی سفر کرد و به شرق و به غرب زمین رسید» را نیز ذکر می‌کند—به نام ذوالقرنین. اگرچه ابن اسحاق خودش صریحاً نام اسکندر را ذکر نمی‌کند، وی نقل می‌کند که نقالی به او گفت که ذوالقرنین یک یونانی-مصری بوده‌است (وصفی دقیق از اسکندر):
مردی که داستان‌های سرزمین‌های بیگانه را تهیه می‌کرد، [داستان‌هایی] که پشت در پشت به میان آنان رسیده بود، به من گفت که ذوالقرنین یک مصری بوده‌است که که نامش مرزبان بن مرزبة یونانی (Marzuban bin Mardhaba) بوده‌است.
مردی که داستان‌های سرزمین‌های بیگانه را تهیه می‌کرد، [داستان‌هایی] که پشت در پشت به میان آنان رسیده بود، به من گفت که ذوالقرنین یک مصری بوده‌است که که نامش مرزبان بن مرزبة یونانی بوده‌است.

اثر اصلی ابن اسحاق از دست رفته‌است، اما تقریباً به‌طور کامل در ابن هشام (؟ –۸۳۳ میلادی) ضمیمه شده‌است، که مورخ پیشین مسلمان دیگری است. ابن هشام سیره ابن اسحاق را جمع‌آوری کرد و حواشی خودش را به آن افزود؛ ابن هشام در رابطه با ذوالقرنین حاشیه نوشته که:
ذوالقرنین اسکندر یونانی است، شاه ایران و یونان، یا شاه شرق و غرب، که به خاطر این است که او ذوالقرنین [به معنی، 'صاحب دو شاخ'] نامیده شده‌است…
در میان علمای مسلمان، این تم هویت یابی ذوالقرنین با اسکندر کبیر، به نظر می‌رسد که در این‌جا سرچشمه گرفته. این که چرا ابن هشام این تشخیص هویت را انجام داده‌است تماماً روشن نیست.

### اشعار عربی پیش از اسلام
ابن اسحاق اشعار عربستانی پیش از اسلامی زیادی را در سیره ثبت کرده‌است، شامل شعری دربارهٔ ذوالقرنین که وی ادعا می‌کند توسط یک شاه پیشا-اسلامی از یمن باستان به نام تبع أسعد أبو کرب الحمیری تصنیف شده‌است (از تبع عموماً به عنوان اولین از چندین پادشاه عربستان یاد می‌شود که به یهودیت گروید):
ذوالقرنین پبش از من یک مسلمان بود
شاهان مغلوب گشته دربارش را مزدحم کرده،
شرق و غرب را او حکم راند، ولی بود به دنبالِ
دانش راستین از فرزانه‌ای فاضل.
او دید کجا خورشید فرومی‌رود از دید
در برکه از گل و لای و لجن متعفن
پیش از او بلقیس [ملکه سبأ] خواهرِ پدرم
بر آنان حکم راند تا که هدهد پیشش آمد.

ارجاع شعر به «فرزانه‌ای فاضل»، کسی که ذوالقرنین از او طلب دانش کرد می‌تواند ارجاعی به داستان ذوالقرنین و خضر باشد. همچنین دیگر اشعار عربی پیشا-اسلامی دربارهٔ ذوالقرنین در متون سیره گزارش شده‌اند:
شاعر پیش از اسلام اعشی و هم‌عصر محمد حسان ابن ثابت (؟ -۶۷۴ میلادی) هر دو مصراع‌هایی را که به استیلا بر گاگ و مگاگ [یاجوج و ماجوج] و دورترین شرق به‌دست ذوالقرنین اشاره دارند تصنیف کرده‌اند.

یک مورد شعر از حسان ابن ثابت به این صورت است:

از آن ماست قلمروی ذوالقرنین پر شکوه
شبیه قلمروی او هیچ‌گاه به‌دست شاهان میرا فتح نشده
دنبال کرد او خورشید را تا غروب آن را نظاره کند
هنگامی که به اقیانوس-برکه‌ای تیره و تار فرومی‌رود؛
بالا رفت او تا ببیند طلوعش را در صبح
از درون مساکنش وقتی می‌افروزد شرق
تمام طول روز افق هدایتش کرد به پیش،
تمام شب سرتاسر ستارگان را تماشا کرد و هیچ‌گاه خسته نشد.
آن گاه از آهن و فلز مایع
او فراهم ساخت استحکاماتی که از آن تجاوز نشود،
گاگ و مگاگ [یاجوج و ماجوج] را آن‌جا او به جبس انداخت
تا این که روز قضاوت [روز قیامت] آنان بایستی در آخر بیدار [انگیخته] شوند

### تفسیر
اسکندر در تفاسیر قرآنی که توسط عالمان پیشین اسلامی نوشته شده ذکر شده‌است. به‌طور قابل توجهی، اسکندر کبیر در تفسیر جلالین، یک تفسیر سنی به خوبی شناخته شده قرآن از قرن ۱۵ میلادی ذکر شده‌است. این تفسیر ذکر می‌کند که نام ذوالقرنین اسکندر بوده‌است و همچنین حاکی است از این که ذوالقرنین یک پیامبر نبوده است:
و آنان، یهودیان، از تو دربارهٔ ذوالقرنین سؤال می‌کنند، کسی که نامش اکسندر بوده‌است؛ او یک پیامبر نبوده‌است. بگو: 'بازگو خواهم کرد، نقل خواهم کرد، به شما ذکری، حکایتی، از او'، از قضیه او.
مفسران قرآن بر سر این که آیا ذوالقرنین پیامبری در اسلام بوده‌است یا نبوده‌است جدل کرده‌اند؛ برخی نتیجه‌گیری کرده‌اند که وی پیامبری نبوده‌است اما یک مرد مقدس یا «دوست خدا» بوده‌است از آن جا که او به طرز مطلوبی در قرآن ذکر شده‌است. در اسلام این که آیا ذوالقرنین پیامبری تمام عیار بوده‌است یا نه مبهم است.

همچنین فخرالدین رازی (۱۱۴۹–۱۲۰۹ میلادی)، در تفسیر کبیر توضیح می‌دهد که ذوالقرنین اسکندر مقدونی است. او توجیه گنگی را ارائه می‌کند، می‌گوید که این ذوالقرنین که در قرآن ذکر شده‌است به شرق و همچنین به غرب سفر کرد و به پیروزی‌ها نائل شد و پس او بایستی اسکندر باشد:
در حین بررسی‌ای در تاریخ هیچ‌کسی را نمی‌یابیم جز اسکندر مقدونی، بنابراین، ذوالقرنین همان اسکندر مقدونی است.

### دیگر متون اسلامی
فیلسوفان ارسطویی مسلمان، همچون ابویوسف کندی (۸۰۱–۸۷۳ میلادی)، فارابی (۸۷۲–۹۵۰ میلادی)، ابن سینا (۹۸۰–۱۰۳۷ میلادی)، به‌طور مشتاقانه ای این مفهوم که ذوالقرنین شاهی از یونان باستان باشد را با میل پذیرفته‌اند. آنان ذوالقرنین را به عنوان شاه‌فیلسوفی یونانی به تصویر کشیده‌اند. ابن تیمیه (۱۲۶۳–۱۳۲۸ میلادی) به این تعیین هویت بر این اساس اعتراض کرد که اسکندر یک بت‌پرست پاگان بوده‌است، و فلاسفه ارسطویی مسلمان همچون ابن سینا را متهم به این کرد که تعیین هویتی «اشتباهی» انجام می‌دهند:
... بدین طریق، حکمای زرتشتیان پارسی [ایرانی] همه کافرند، به همین ترتیب حکمای یونان همچون ارسطو و امثال او. آنان مشرک بودند، بت‌ها و سیارات را پرستش می‌کردند. ارسطو سیصد سال قبل از عیسی بود، و کارداری برای اسکندر پسر فیلیپ مقدونی بود، کسی که در تواریخ رم و یونان، و همین‌طور تواریخ مسیحیان و یهودیان ذکر شده. او، لیکن، آن طور که برخی تصور کرده‌اند همان مردی نیست که ذوالقرنین نامیده می‌شود، کسی که الله در کتابش ذکر کرده. برخی مردم به اشتباه تصور کردند که ارسطو کاردار ذوالقرنین بوده‌است، وقتی دیدند (آن که در تواریخ غربی است) اسکندر نامیده شده، و نام‌ها مشابهند، تصور کردند که آن‌ها یکی هستند و مردانی همسان هستند. این دیدگاه غلط توسط ابن سینا و برخی دیگر همراه او ترویج یافته‌است.

مورخ مصری تقی‌الدین مقریزی (۱۳۶۴–۱۴۴۲ میلادی) در کتابش الخطط مدعی شد که ذوالقرنین سلطانی یمنی به نام Sa'b بوده و می‌نویسد:
آنان که ادعا می‌کنند او [ذوالقرنین] ایرانی، رومی، یا این که اسکندر مقدونی بوده‌است، در اشتباهند.
عارف ابن عربی (۶۳۸–۱۲۴۰ میلادی) به‌طور تمثیلی شخصیت ذوالقرنین را آن قلبی تفسیر کرده که سمت‌های چپ و راست بدن را کنترل می‌کند.

در دوره‌های اخیر، عبدالله یوسف‌علی (۱۸۷۲–۱۹۵۳ میلادی) این برداشت از ذوالقرنین که او اسکندر کبیر باشد را پذیرفته و دانشی مفصل از افسانه‌های مرتبط با اسکندر را نشان داده‌است:
پینشهاد دیگری ارائه شد که، ذوالقرنین قرآنی شاهی کهن از ایران بوده‌است. در کتاب دانیال (viii. 3) در عهد قدیم به یک پادشاه ایران به عنوان قوچی با دو شاخ اشاره شده‌است. ولی در همان کتاب، قوچ دارای دوشاخ به شدت ضرب می‌خورد، به زمین انداخته می‌شود، و توسط قوچی نر با شک شاخ بر زمین کوفته می‌شود (۸: از ۷ تا ۸). اما در متونمان هیچ چیزی نیست که حاکی باشد از این که ذوالقرنین به چنین پایان خفت باری رسیده باشد. … اگر استدلال شود که یک شاه ایرانی کهن پیشا-تاریخی بوده که دروازه های آهنی را ساخته (۱۸:۹۶) تا قبایل گاگ و مگاگ را دور نگه دارد (۱۸:۹۴)، این اصلاً کلا هیچ هویت‌یابی‌ای نیست. ...
پیشنهاد دیگر ارائه شده این است که او یک سلطان حمیری پیشاتاریخی کهنی از یمن بوده، که درباره‌اش هیچ چیز دیگری شناخته شده نیست. این، دوباره، هیچ هویت‌یابی‌ای نیست. ...
شخصاً، کوچک‌ترین شکی ندارم که منظور از ذوالقرنین اسکندر کبیر بوده، اسکندر تاریخی، و نه اسکندر افسانه‌ای…
ابوالاعلی مودودی (۱۹۰۳–۱۹۷۹ میلادی) در تفسیر خود از قرآن خاطرنشان می‌کند که به لحاظ تاریخی غالب علمای مسلمان بر تعیین هویت ذوالقرنین به عنوان اسکندر کبیر صحه گذاشته‌اند، اما مفسران اخیر تئوری جایگزینی را ابراز کرده‌اند که ذوالقرنین کورش بزرگ است:
هویت یابی از ذوالقرنین از پیشین‌ترین زمان‌ها، مسئله ای مناقشه برانگیز بوده‌است. در کل مفسران بر این نظر بوده‌اند که او اسکندر کبیر بوده‌است اما خصوصیت‌های ذوالقرنینی که در قرآن توصیف شده‌است قابل اطلاق به او نیست. با این حال، الان مفسران تمایل دارند تا باور داشته باشند که ذوالقرنین کوروش بوده‌است، یک شاه باستانی ایران. ما همچنین بر این عقیده ایم که ذوالقرنین احتمالاً کوروش بوده‌است، اما واقعیات تاریخی، که تا به این زمان برای روشن سازی آمده‌اند، برای هیچ گونه تصریح قاطعانه‌ای کافی نیستند.

## شواهد متن‌شناختی
متن‌شناسان، که افسانه‌های مسیحی کهن دربارهٔ اسکندر کبیر را مطالعه می‌کنند، به این نتیجه رسیده‌اند که داستان‌های قرآن دربارهٔ ذوالقرنین به طوری تنگاتنگ با افسانه‌های بخصوصی دربارهٔ اسکندر کبیر که در نوشته‌های مسیحی و هلنیستی باستانی یافت می‌شود نظیر به نظیر است. برای هسمان دانستن لقب عربی «ذوالقرنین» با اسکندر کبیر، یک سری شواهد سکه‌شناختی به شکل سکه‌های باستانی وجود دارد. سرانجام، نسخه‌های خطی سریانی و اتیوپیک رمانس اسکندر از خاورمیانه یافت شده‌است که به‌طور تنگاتنگی با داستان داخل قرآن همانندی دارند. این به این نتیجه‌گیری از لحاظ تئولوژیک مناقشه برانگیز منجر می‌شود که قرآن با ذکر ذوالقرنین به اسکندر ارجاع دارد.

### دارنده دوشاخ

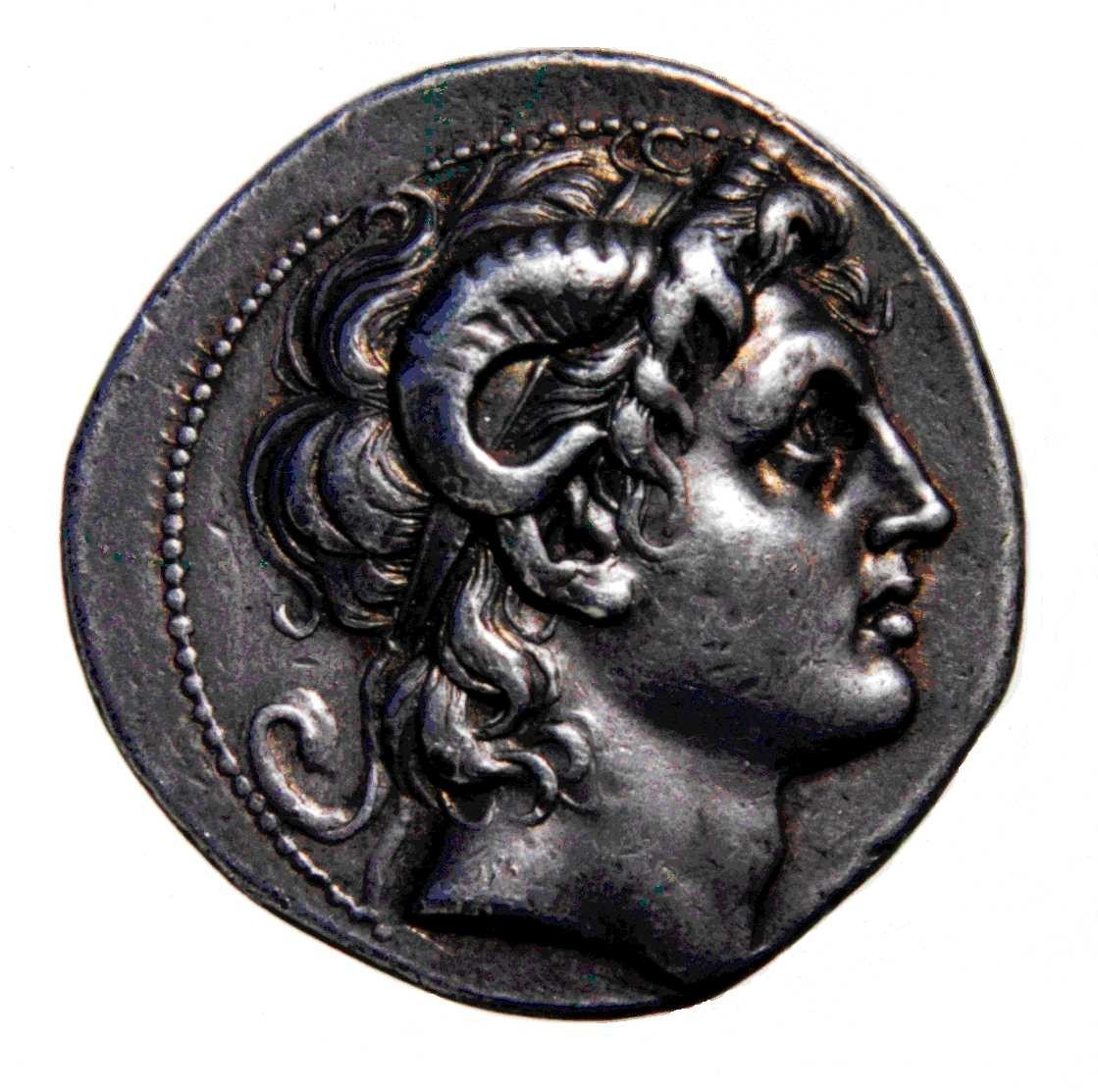
نقره دراخمای یونان (سکه یونان باستان) به نام اسکندر کبیر ضرب شده، که اسکندر را با شاخ‌های آمون-را به تصویر می‌کشد (۲۴۲/۲۴۱ پیش‌ازمیلاد، ضرب پس از مرگ). در موزه بریتانیا به نمایش گذاشته شده‌است.

ترجمه واژه به واژه عبارت عربی «ذوالقرنین» همان‌طور که در قرآن نوشته شده‌است، «دارنده دوشاخ» می‌باشد. اسکندر مقدونی در تصویرسازی‌های یونان باستانی از اسکندر با دو شاخ به تصویر کشیده شده‌است:
این که اسکندر از قبل در زمان خودش به زعم شمایل‌نگاری خدای مصری آمون با شاخ‌ها به تصویر کشیده می‌شد [یک واقعیت] به خوبی شناخته شده [مسلم] است.
خدای مصری آمون-را با شاخ‌های قوچ به تصویر کشیده می‌شد. شاخ‌های قوچ به علت فحلیت (دوران حرارت جنسی پستانداران به ویژه نرها) به عنوان نمادی از مزدانگی به حساب می‌آمدند. همچنین ممکن بوده شاخ‌های آمون شرق و غرب زمین را نشان بدهد، و یکی از القاب آمون «دارنده دوشاخ» بوده‌است. اسکندر در نتیجه فتح مصر باستان در ۳۳۲ پیش‌ازمیلاد، با شاخ‌های آمون به تصویر کشیده شد، جایی که روحانیت او را به عنوان پسر خدا آمون پذیرا شد، که این خدا توسط یونانیان باستان با زئوس، شاه خدایان، همسان دانسته می‌شد. در اساطیر یونان باستان الهه ترکیبی، زئوس-آمون، شخصیتی متمایز بود. بنا به گفته پنج مورخ دوران باستان (آریان، کورتیوس، دیودور، ژوستین، پلوتارک)، اسکندر از وخشور آمون در سیوا در صحرای لیبی بازدید کرد و شایعاتی پخش شد که وخشور برملا کرده‌است که پدر اسکندر، الهه آمون بوده‌است نه فیلیپ. اسکندر خودش را به شکل پسر زئوس-آمون مدل داد و حتی خواستار این شد که به عنوان یک خدا پرستیده شود:
او به نظر می‌رسد که به واقعیت الوهیت خود معتقد شده و پذیرش آن از سوی دیگران را فرمان داده بوده‌است… شهرها به ناچار اطاعت کردند، اما اغلب از روی طعنه: حکم اسپارتاییان می‌گوید، «از آن جا که اسکندر خواهان خدا شدن است، بگذارید یک خدا باشد.»
مسکوکات یونان باستان، مثلاً سکه‌هایی که توسط جانشین اسکندر لوسیماخوس (۳۶۰–۲۸۱ پیش‌ازمیلاد) ضرب شده‌اند، حاکم را با شاخ‌های خاص و متمایز آمون بر سرش به تصویر می‌کشند. باستان‌شناسان تعداد زیادی از انواع مختلف سکه‌های باستانیان را یافته‌اند که اسکندر کبیر را با دو شاخ به تصویر می‌کشند. یک تترادراخمای نقره (چهار دراخما) متعلق به قرن ۴ پیش‌ازمیلاد، اسکندری به رتبه خدایی رسانده شده را همراه با دوشاخ نشان می‌دهد، که جایگزین تترادراخمای نقره آتنی قرن ۵ پیش‌ازمیلاد می‌شد (که الهه آتنا را به تصویر کشیده بود) به عنوان رایج‌ترین سکه در دنیای یونان. پس از فتوحات اسکندر، دراخما در پادشاهی‌های هلنیستی زیادی در خاورمیانه، از جمله در پادشاهی بطلمیوسیان در اسکندریه مورد استفاده قرار گرفت. واحد عربی ارز تحت عنوان درهم، که از دوران پیشا-اسلامی تا حال حاضر شناخته شده‌است، نامش را از دراخما به ارث برده‌است. در قرن ۲ پیش‌ازمیلاد، سکه‌های نقره‌ای که اسکندر را با شاخ‌های قوچ به تصویر می‌کشند، به عنوان مسکوکاتی اصلی در عربستان مورد استفاده قرار گرفتند و توسط حاکمی عرب به نام Abi'el که در منطقه جنوب شرقی شبه جزیره عربستان حکم می‌راند صادر شدند.
در ۱۹۷۱ میلادی، باستان‌شناس اوکراینی B.M. Mozolevskii یک کورگان (تل‌انبار تدفین) باستانی سکایی را یافت که دفینه‌های بسیاری را دارا بود. این محل دفن در قرن ۴ پیش‌ازمیلاد نزدیک شهر پوکروف ساخته شده و به آن نام Tovsta Mohlya داده شده بود (نامی دیگر Babyna Mogila است). در میان مصنوعات استخراج شده در این سایت چهار فالر نقره‌کاری شده (مدال‌های ارتشی روم باستان) وجود داشتند. دو تا از چهار مدال با هم یکسان بودند و سر مردی ریش دار با دو شاخ را به تصویر می‌کشیدند، در حالی که دو مدال دیگر که آن‌ها هم یکسان بودند سر مردی ریش‌تراشی‌شده را با دو شاخ نشان می‌دادند. بر حسب یک تئوری اخیر، شخص ریش‌دار با دو شاخ در واقع زئوس-آمون است و شخص ریش‌تراشی‌شده کس دیگری نیست جز اسکندر کبیر.
اسکندر همچنین از دوران کهن با شخص شاخ‌دار عهد عتیق در پیشگویی دانیال ۸ مطابقت داده می‌شد، کسی که شاهان سزمین ماد و ایران را سرنگون کرد. در پیشگویی، دانیال نسبت به قوچی با دو شاخ دراز که شاهان ماد و پارس را برمی‌اندازد، بصیرت دارد و آیه ۲۰ توضیح می‌دهد که «قوچی که دیده‌ای دو شاخ دارد [نشان‌گر] شاهان ماد و ایران است».
یوسیفوس [۳۷-۱۰۰ میلادی]، در آثار عهد عتیق یهودیان خود، xi,8,5، از بازدیدی می‌گوید که ادعا می‌شود اسکندر از اورشلیم انجام داده‌است، جایی که وی کشیش اعظم جادوا و یهودیان گرذ هم آمده را ملاقات می‌کند، و کتاب دانیال، که در آن پیش‌گویی شده بود که یک کسی از یونانیان، امپراتوری ایران را ساقط خواهد کرد، نشانش داده می‌شود. اسکندر باور کرد که خودش آن کسی است که مورد اشاره قرار گرفته‌است و خرسند شد. مطلب مربوط در دانیال به نظر می‌رسد VIII.3-8 باشد که سرنگونی قوچی را بیان می‌کند دارای دو شاخ توسط بزی دارای یک شاخ، که یکی از شاخ‌های بز در رویارویی شکسته می‌شود … تفسیر این در ادامه ارائه شده‌است… «قوچی که تو دیدی دو شاخ داشت، آنان شاهان ماد و ایران هستند، و بز نر شاه یونان است.» این هویت‌یابی توسط بزرگان [یا کشیشان] کلیسا مورد پذیرش قرار گرفت …
نسخه مسیحی سریانی از رمانس اسکندر، در موعظه‌ای توسط یعقوب سروجی، اسکندر را به عنوان آن که به او دو شاخ آهنی از سوی خدا داده شده‌است وصف می‌کند. این افسانه اسکندر را (به عنوان شاهی مسیحی) که در نیایش‌ها سر خود را فرود می‌آورد و این را می‌گوید وصف می‌کند:
خدایا … در ذهن خود می‌دانم که تو مرا بر همه شاهان برتری داده‌ای، و تو دو شاخ بر روی سرم تعبیه کرده‌ای، که با آن من بتوانم پادشاهی‌های دنیا را به زیر بکشم... می‌ستایم نام تو را، ای پروردگار، تا ابد … و اگر مسیح، کسی که پسر خداست [عیسی]، در روزگار من بیاید، من و قشونم او را خواهیم پرستید…

در افسانه‌های مسیحی که بین قرون ۱۴ و ۱۶ میلادی به زبان گعز (یک زبان سامی جنوبی کهن) نوشته شده‌اند، اسکندر کبیر همیشه صریحاً با لقب «دارنده دوشاخ» مورد ارجاع قرار می‌گیرد. مطلبی از افسانه مسیحی اتیوپیک که فرشته پروردگار را در حال فراخواندن اسکندر با این نام وصف می‌کند:
آن‌گاه خدا، تبارک و تعالی باد! در قلب فرشته این را مقرر کرد که اسکندر را «دو-شاخ» [Two-horned] بخواند … و اسکندر به او گفت 'تو مرا با نام دوشاخ خواندی، اما نام من اسکندر است… و فکر کردم مرا با به این نام خواندن ناسزا گفته‌ای.' فرشته بدو لب گشاد، گفت، 'ای مرد، من تو را با نامی که با آن تو و کارهایی که تو می‌کنی شناخته می‌شود نفرین نکردم. تو به نزد من آمده‌ای، و من تو را می‌ستایم چرا که، از شرق تا غرب، کل زمین به تو داده شده‌است…'

ارجاعات به شاخ‌های مفروض اسکندر در متونی از زبان‌های مختلف گرفته تا مناطق و قرون مختلف، یافت می‌شود:
شاخ‌های اسکندر … سمبولیسمی متنوع داشته‌است. آن‌ها او را به عنوان یک خدا، پسری از یک خدا، یک پیامبر و مبلغ باری تعالی، به عنوان چیزی که به نقش یک مسیح نزدیک می‌شود، و همچنین به عنوان پهلوان خدا، نشان می‌دهند. آن‌ها او را به عنوان یک فاتح دنیا، که دو شاخ یا دو انتهای دنیا، سرزمین‌های طلوع و غروب خورشید را، تحت استیلا درآورد، نشان می‌دهند …
به این دلایل، در کنار باقی موارد، لقب عربی قرآنی «ذوالقرنین»، که به معنی واقعی کلمه به معنی «فرد دارنده دو شاخ» می‌باشد، به عنوان ارجاعی به اسکندر کبیر تفسیر می‌شود.

### دیوار اسکندر

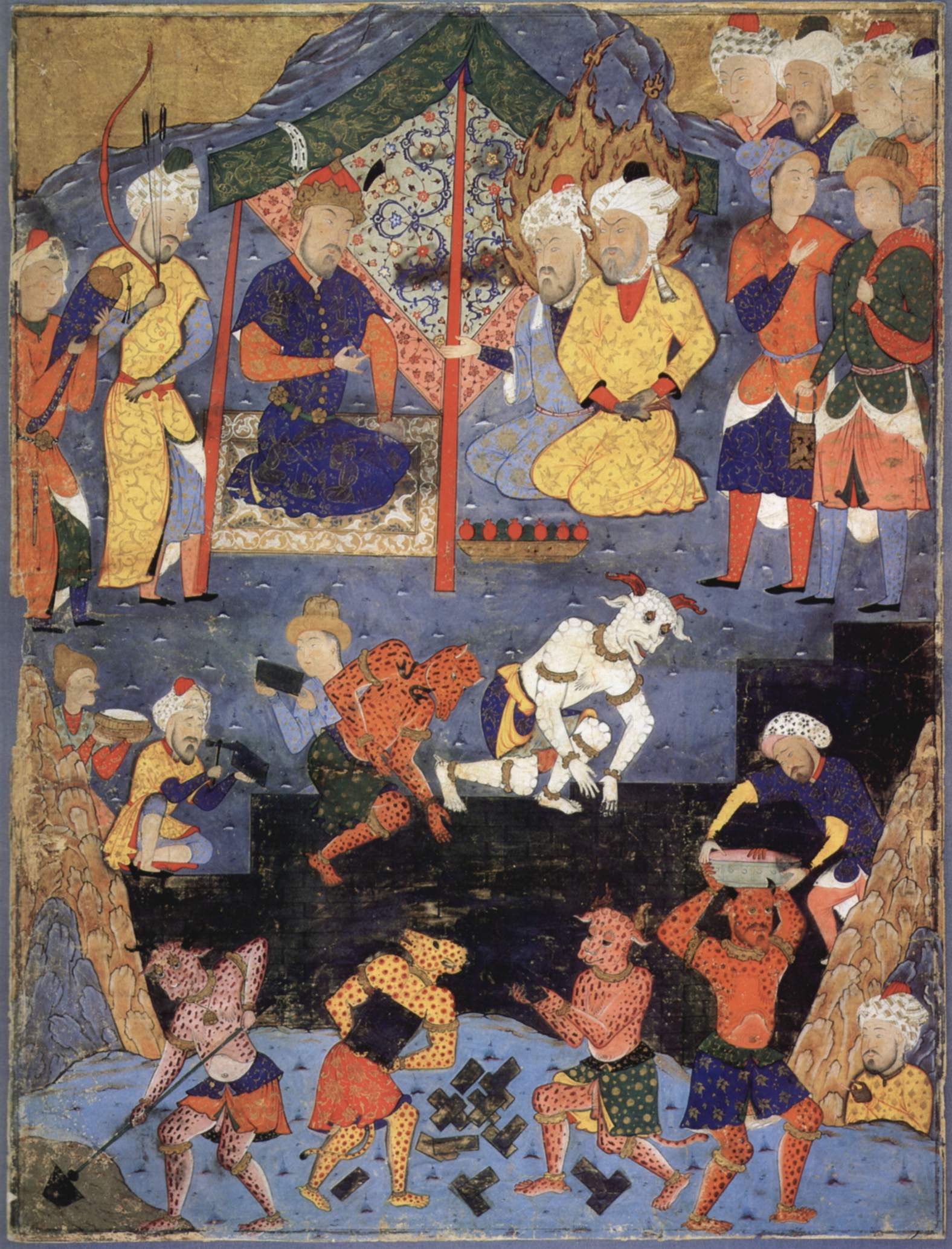
یک نقاشی ایرانی متعلق به قرن ۱۶ میلادی که ساخت دیوار به کمک اجنه را به تصویر می‌کشد.

داستان قرآن ذوالقرنین را در ساخت حائلی بزرگ به منظور محصور کردن قوم‌های گوگ و ماگوگ که «در زمین فساد بزرگ می‌کنند» وصف می‌کند. داستانی مشابه دربارهٔ اسکندر در رمانس اسکندر یافته شده‌است و منشأ داستان می‌تواند تا ۳۲۹ میلادی به عقب تاریخ‌گذاری شود.

#### روایات اولیه از دیوار اسکندر
بناکردن دروازه‌ها در کوه‌های قفقاز توسط اسکندر، به منظور بازپس زدن مردمانی که به عنوان گوگ و ماگوگ [یاجوج و ماجوج] شناسایی شده‌اند، سرمنشأ باستانی دارد و دیوار به عنوان دروازه‌های اسکندر یا دروازه‌های کاسپین شناخته می‌شود. نام دروازه‌های کاسپین در اصل به منطقه باریکی در گوشه جنوب شرقی دریای کاسپین (دریای خزر) اعمال می‌شد، که از میان آن در واقع اسکندر به تعقیب اردشیر چهارم در ۳۲۹ پیش‌ازمیلاد لشکرکشی کرد، اگرچه او برای استحکام آن توقف نکرد. این منطقه توسط مورخان خیال‌پردازتر اسکندر به گذرگاه‌های میان قفقاز، در سوی دیگر کاسپین، منتقل شد. مورخ یهودی فلاویوس یوسیفوس (۳۷–۱۰۰ پیش‌ازمیلاد) ذکر می‌کند که:
... قومی از الان‌ها، کسانی که پیش‌تر در جایی دیگر ذکر کردیم سکاها هستند … از میان گذرگاهی رهسپار شدند که شاه اسکندر [کبیر] با دروازه‌های آهنی مسدود کرد.

یوسیفوس همچنین می‌نگارد که مردم ماگوگ، ماگوگایتس [یا ماجوجیان] با سکاها هم‌نام بودند. بنا به گفته اندرو رونی اندرسون این به تنهایی حاکی از آن است که، عناصر اصلی داستان، شش قرن قبل از وحی قرآن از قبل حاضر بودند، نه این که خود داستان به فرم منسجمی که در روایت قرآنی ظاهر می‌شود معروف و شناخته شود. به‌طور مشابه، ٰژروم قدیس در نامه ۷۷ خود ذکر می‌کند که،
ایل هون‌ها تمام راه را از دریای آزوف به پیش هجوم آورده بودند (آنان آبشخورهایشان را میان تانایس [Tanais] یخی و ماساگت‌های ددسان، جایی که دروازه‌های اسکندر اقوام وحشی پشت قفقاز را عقب نگه می‌دارد).
ژروم در تفسیرش بر حزقیال (۳۸:۲)، اقوام مستقر در فرای رشته‌کوه قفقاز و نزدیک دریای آزوف را به عنوان گوگ و ماگوگ تعیین همسان می‌کند؛ بنابراین افسانه دروازه‌های اسکندر با افسانه گوگ و ماگوگ از کتاب مکاشفه یوحنا درآمیخته‌شد. این نظر مطرح شده‌است که هجوم هون‌ها در ۳۹۵ پیش‌ازمیلاد از عرض کوه‌های قفقاز به ارمنستان و سوریه، تلفیق افسانه گوگ و ماگوگ به درون رمانس اسکندر را تهییج کرد.

#### دیوار اسکندر در افسانه‌های مسیحی
افسانه‌های مسیحی، از دروازه‌های کاسپین (دروازه‌های اسکندر)، همچنین شناخته‌شده تحت عنوان دیوار اسکندر، سخن می‌رانند، که توسط اسکندر کبیر در رشته‌کوه قفقاز ساخته شد. چندین تقریر مختلف از این افسانه را می‌توان یافت. در داستان، اسکندر کبیر دروازه‌ای آهنی را میان دو کوه، در انتهای زمین می‌سازد، تا از تباه‌سازی اراضی توسط قشون گوگ و ماگوگ جلوگیری کند. افسانه مسیحی به مدت کوتاهی قبل از نوشتن قرآن، نگاشته شد و به‌طور تنگاتنگی با داستان ذوالقرنین مطابقت می‌کند. این افسانه نامه‌ای کاذبه را از اسکندر خطاب به مادرش شرح می‌دهد، که در آن می‌نویسد:
به خدای [الهه] تعالی استدعا کردم، و او دعایم را شنید. و خدای تعالی به دو کوه فرمان داد و آنان حرکت کردند و به یکدیگر نزدیک شدند تا رسیدن به فاصله دوازده اِل، و آن جا .. ساختم … دروازه‌هایی مسی به پنهای ۱۲ ال، و ۶۰ ال ارتفاع، و آنان را از رو از درون و از بیرون با مس پوشاند … پس که نه آتش و نه آهن، و نه هیچ ابزار دیگری قادر به سست کردن مس نباشد؛.. در درون این دروازه‌ها، بنایی دیگر از سنگ‌ها ایجاد کردم … و با انجام این کار ساخت و ساز را با قرار دادن قلع و سرب بر روی سنگ‌ها، و آغشته کردن .. انجام دادم … بر روی کل [آن]، تا که هیچ‌کس ممکن نباشد که بتواند بر ضد دروازه‌ها هیچ کاری انجام دهد. من آنان را دروازه‌های کاسپین نامیدم. بیست و دو سلطان را در درون آن جا حبس کردم.
این نامه‌های مجعول‌العنوان از اسکندر به مادرش المپیا و معلم خصوصیش ارسطو، که ماجراجویی‌های حیرت‌آورش را در انتهای دنیا وصف می‌کنند، به ریسنشن آلفای اصلی یونانی بازمی‌گردد که در قرن ۴ میلادی در اسکندریه نوشته شد. نامه‌ها «به زبان ادبی آوردن یک روایت زنده محبوب» هستند که حداقل به مدت سه قرن قبل از این که قرآن نوشته شود در حال تکامل بوده‌اند.

#### روایات قرون وسطایی از دیوار اسکندر

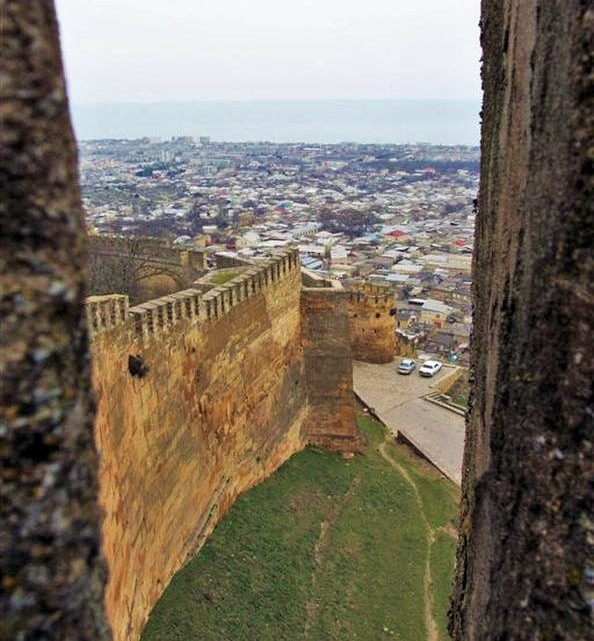
دیوار دژ دربند در روسیه. توسط شاهان ساسانی ساخته شده، و اغلب با «دروازه‌های اسکندر» همسان دانسته می‌شود. خلیفه عمر، و همچنین خلفای بعدی، نیروهایی را به دربند ارسال کردند تا این دیوار را بیابند.

چندین شخصیت تاریخی، هم مسلمان و هم مسیحی، به دنبال دروازه‌های اسکندر جستجو کردند و چندین تعیین هویت مختلف با دیوارهای واقعی انجام شد. در طول قرون وسطی، داستان دروازه‌های اسکندر در ادبیات سیاحتی همچون سفرهای مارکو پولو (۱۲۵۱–۱۳۲۴ میلادی) و سفرهای جان ماندویل گنجانده شد. رمانس اسکندر، دروازه‌های اسکندر را، به‌طور گوناگونی، با گذرگاه دریال، گذرگاه دربند (روسیه)، دیوار بزرگ گرگان و حتی دیوار بزرگ چین همسان دانسته‌است. در شکل اصیل افسانه، دروازه‌های اسکندر در گذرگاه دریال واقع شده‌است. در نسخه‌های بعدی افسانه‌های مسیحی، که قدمتشان به حول و حوش زمان امپراتور هراکلیوس (۵۷۵–۶۴۱ میلادی) بازمی‌گردد، دروازه‌ها در عوض در دربند واقع شده‌اند، شهری واقع در نوار باریکی از خشکی میان دریای خزر و رشته‌کوه قاف، که استحکامات ساسانی به اشتباه با دیواری که توسط اسکندر ساخته شده همسان دانسته شد. در سفرهای مارکو پولو، دیوار واقع در دربند با دروازه‌های اسکندر همسان دانسته می‌شود.. دروازه‌های اسکندر اغلب عموماً با دروازه‌های کاسپین در دربند همسان دانسته می‌شود، که سی برج رو به شمالش به‌طور چهل کیلومتر میان دریای خزر و رشته کوه قفقاز کشیده شد، که مؤثرا گذر در سرتاسر قفقاز را بلوکه کند. مورخان بعدی این افسانه‌ها را دروغ می‌بینند:
خود دروازه از دروازه‌های کاسپین گرفته تا گذرگاه داریل، از گذرگاه داریل گرفته تا گذرگاه دربند [دربنت]، و همچنین تا شمال دور، سرگردان است؛ خیر، حتی تا شرق دور یا شمال شرقی آسیا، سفر کرده‌است، و همان‌طور که می‌رفت بر استحکامش افزوده می‌شد و اندازه اش افزایش پیدا می‌کرد، و در واقع کوه‌های خزر را با خود می‌برد. آن گاه، زمانی که نور کامل روز مدرن آمد، رمانس اسکندر، به رمانس اسکندر دیگر به عنوان تاریخ نظر نشد، و دروازه اسکندر به حیطه سرزمین پریون سپرده شد.

در جهان اسلام، چندین مأموریت اکتشافی برای تلاش در جهت یافتن و بررسی دیوار اسکندر، خصوصاً دروازه‌های کاسپین دربند، تقبل شد. یک مأموریت اکتشافی اولیه توسط خود خلیفه عمر (۵۸۶–۷۴۴ میلادی)، در طول حمله اعراب به ارمنستان انجام شد، جایی که آنان از ارمنی‌های مسیحی شکست خورده دربارهٔ دیوار اسکندر در دربند شنیدند. مأموریت اکتشافی عمر توسط مفسران پرآوازه قرآن، طبرانی (۸۷۳–۹۷۰ میلادی) و ابن کثیر (۱۳۰۱–۱۳۷۳ میلادی)، و توسط جغرافی‌دان مسلمان یاقوت حموی (۱۱۷۹–۱۲۲۹ میلادی) ثبت شده‌است:
عمر فرستاد … در ۲۲ هجری قمری [۶۴۳ میلادی] … گروهی اعزامی را به دربنت [روسیه] … عبدالرحمن بن ربیعه به عنوان فرمانده پیش‌قراولان [گماشته شد]. وقتی عبدالرحمن وارد ارمنستان شد حاکم شهربز [Shehrbaz] بدون جنگیدن تسلیم شد. … آن گاه وقتی عبدالرحمن خواست تا به سوی دربند پیشروی کند، شهرباز [حاکم ارمنستان] او را مطلع ساخت که از قبل اطلاعات کامل دربارهٔ دیوار ساخته شده توسط ذوالقرنین را، از طریق مردی، که می‌تواند توانست تمام جزئیات لازم را ارائه کند، به دست آورده‌است…

دویست سال بعد، خلیفه عباسی واثق (؟ –۸۴۷ میلادی) گروهی اعزامی را برای بررسی دیوار ذوالقرنین در دربند روسیه گسیل کرد. گروه اعزامی توسط Sallam-ul-Tarjuman رهبری می‌شد، کسی که مشاهداتش توسط یاقوت الحموی و توسط ابن کثیر ثبت شده‌است:
... این گروه اعزامی رسید [به] … خطه کاسپین. از آن جا به دربند رسیدند و دیوار [ذوالقرنین] را دیدند.

جغرافی‌دان مسلمان یاقوت حموی اضافه بر این در تعدادی از جاها در کتابش دربارهٔ جغرافیا همین نظر را بیان می‌کند؛ برای مثال تحت سرتیتر «خزر» (کاسپین) می‌نویسد:
این خطه با دیوار ذوالقرنین هم‌مرز است دقیقاً پشت باب‌الابواب، چیزی که همچنین دربنت [دربند] نامیده می‌شود.
خلیفه هارون الرشید (۷۶۳–۸۰۹ میلادی) حتی مدتی را به زندگی در دربنت گذراند. اگرچه همه سیاحان و محققان مسلمان، دیوار ذوالقرنین را با دروازه‌های کاسپین دربنت مرتبط نمی‌کنند. برای مثال، جهانگرد مسلمان ابن بطوطه (۱۳۰۴–۱۳۶۹ میلادی، به دستور سلطان دهلی، محمد بن تغلق به چین سفر کرد و در رخدادنامه سفر خود توضیح می‌دهد که «میان این [شهر Zaitun در فوجیان] و استحکامات یاجوج و ماجوج شصت روز سفر [فاصله] است.» مترجم رخدادنامه سفر ذکر می‌کند که ابن بطوطه دیوار بزرگ چین را با آنچه که ادعا می‌شود ذوالقرنین ساخته اشتباه گرفته‌است.

### عجوج و مجوج
در قرآن، آن کسانی را که ذوالقرنین پشت یک دیوار محصور می‌کند، که از هجوم آنان به زمین (Earth) جلوگیری کند، جز عجوج و مجوج (یاجوج و ماجوج) نیستند. در فرجام‌شناسی اسلامی، قبل از روز قضاوت (قیامت)، یاجوج و ماجوج این دروازه را نابود می‌کنند، که این به آنان اجازه می‌دهد تا زمین را تباه کنند، همان‌طور که در قرآن توضیح داده شده:
تا وقتی که یأجوج و مأجوج [راهشان] گشوده شود و آنها از هر پشته‌ای بتازند، و وعده حق نزدیک گردد، ناگهان دیدگان کسانی که کفر ورزیده‌اند خیره می‌شود [و می‌گویند:] «ای وای بر ما که از این [روز] در غفلت بودیم، بلکه ما ستمگر بودیم.» (۹۵–۹۶ سوره انبیاء، ترجمه محمدمهدی فولادوند)
تا آنگاه که یأجوج و مأجوج گشوده شوند و آنان را از بلندیها به شتاب سرازیر گردند. و آن وعده راستین نزدیک گردد و چشمان کافران همچنان خیره ماند: وای بر ما، ما از این حال غافل بودیم. نه، که ستمکار می‌بودیم. (۹۵–۹۶ سوره انبیاء، ترجمه محمدمهدی آیتی)

#### عجوج و مجوج در افسانه‌های مسیحی

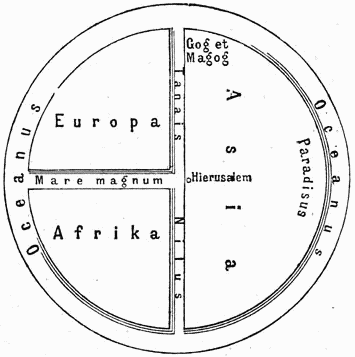
مثالی از نقشه T-O که در دانشنامه ای آلمانی که توسط جوزف مایر (۱۷۹۶–۱۸۵۶ میلادی) منتشر شده‌است به چشم می‌خورد. نقشه T-O اولین نقشه چاپ شده در اروپا بود. نقشه زمینی دیسک شکل را نشان می‌دهد که توسط اوکئانوس محصور شده‌است، همراه با موقعیت عجوج و مجوج در شمال، و رشته‌کوه پاروپامیز (هندوکُش) تا به شرق در آسیا. در افسانه‌های مسیحی، اسکندر دیواری بر ضد عجوج و مجوج در شمال ساخت، نزدیک دریای کاسپین (خزر) و آن‌گاه به دو انتهای زمین در پاروپامیز رفت، جایی که فرض شده بود خورشید طلوع می‌کند.

در افسانه مسیحی سریانی، اسکندر کبیر ایل عجوج و مجوج (Gog and Magog) را پشت دروازه‌ای بسیار محکم میان دو کوه محصور می‌کند، که از هجوم عجوج و مجوج به زمین (Earth) جلوگیری می‌کند. علاوه بر این، در افسانه مسیحی نوشته شده‌است که در آخرالزمان خدا موجب می‌شود تا دروازه عجوج و مجوج نابود شود، که به ایل عجوج و مجوج اجازه دهد زمین را تباه سازند.
پروردگار به دست فرشته سخن راند، [گفت] … دروازه شمال باشد که روز پایان دنیا باز شود، و در آن روز باشد که شر بر نابکار[ان] پیش رود … باشد که زمین به لرزه افتد و این در [دروازه] که تو [اسکندر] ساخته‌ای گشوده شود … و باشد که خشم با غضب بی‌امان بر بشریت و زمین برخیزد … باشد که ویران دفن گردد … و باشد که ملت‌هایی که داخل این دروازه اند برخیزانده شوند، و باشد که همچنین قشون اگوگ [Agog] و مردمان ماگوگ [یاجوج و ماجوج] کنار هم گرد آورده شوند. این مردمان، درنده‌خوترین همه مخلوقات.
افسانه مسیحی سریانی، زمین تختی را وصف می‌کند که خورشید به دورش می‌گردد و دورش با رشته کوه پاروپامیز (هندوکش) فراگرفته شده‌است. و بعد هم رشته کوه پاروپامیز توسط پهنه باریکی از خشکی که توسط دریای اقیانوس خطرناکی به نام اوکئانوس فراگرفته شده‌است. در درون این پهنه خشکی میان رشته کوه پاروپامیز و اوکئانوس بود که اسکندر گاگ و مگاگ را محصور می‌کند، تا که نتوانند از کوه‌ها عبور کنند و زمین (Earth) را مورد هجوج قرار دهند. افسانه وصف می‌کند که «پیرمرد خردمند» این جغرافیا و کیهان‌شناسی زمین را به اسکندر توضیح می‌دهد، و آن گاه اسکندر برنامه می‌ریزد تا گاگ و مگاگ را پشت دروازه ای بسیار محکم در میان گذرگاه باریکی در انتهای زمین تخت محصور کند.
مرد پیر گوید، «بنگر، سرور من پادشاه، و شگفتی‌ای را ببین، این کوه که خدا مرزی عظیم قرار داده‌است.» شاه اسکندر پسر فیلیپ گفت، «این دامنه تا چه حد مسافت دارد؟» مرد پیر گوید، «تا کل انتهای زمین.» و در هیئت ریش‌سفیدان شگفتی بر شاه کبیر مستولی شد … و او در ذهن خود گفت که آن جا دروازه‌ای عظیم بسازد. هنگامی که از ریش سفیدان، ساکنان سرزمین، اندرز می‌گرفت ذهنش پر از افکار معنوی بود. او به کوهی که کل دنیا را حلقه زده بود نظر انداخت … شاه گفت، «سابقاً قشون [گاگ و مگاگ] از کجا بیرون آمدند تا خشکی و همه دنیا را غارت کنند؟» آنان مکانی را در میان دو کوه نشانش می‌دهند، گذرگاهی باریک که توسط خدا ساخته شده بود …
اعتقادات زمین تختی در مذهب مسیحیت اولیه گوناگون بود و کشیشان مذهب در رویکردهای گوناگونی سهیم بودند. آنانی که به بینش ارسطو و افلاطون نزدیک تر بودند، مانند اوریجن، به طرزی ملایم در باور به زمینی کروی شرکت داشتند. روایتی ثانوی، که قدیس بازیل قیصریه و قدیس آگوستین بر آن بودند، ایده زمین گرد و جاذبه شعاعی را پذیرفت، لکن به نحوی نقادانه. علی‌الخصوص آنان شماری از شک و تردیدها را دربارهٔ متناظرات جغرافیایی (antipodes) و دلایل فیزیکی برای جاذبه شعاعی خاطرنشان کردند. با این حال، رویکردی زمین تختی کم و بیش توسط تمامی کشیشانی که از ناحیه سوریه می‌آمدند، مشترک بود، کسانی که بیش تر تمایل داشتند تا نص عهد عتیق را دنبال کنند. Diodore of Tarsus (؟ –۳۹۰ میلادی)، Cosmas Indicopleustes (قرن ۶ام)، کریسوستوم (۳۴۷–۴۰۷ میلادی) به سنت زمین تخت تعلق داشتند.

#### روایات قرون وسطایی گاگ و مگاگ
در ادبیات مسیحی رمانس اسکندر، گاگ و مگاگ گاهی اوقات با خزرها مرتبط دانسته می‌شدند، قومی ترک که نزدیک دریای خزر زندگی می‌کردند. در اثر متعلق به قرن ۹ میلادی با نام Expositio in Matthaeum Evangelistam، راهب بندیکتی، Christian of Stavelot، به خزرها به عنوان نوادگان گاگ و مگاگ اشاره می‌کند، و می‌گوید که آنان «ختنه شده‌اند و تمام [قوانین شرعی] یهودیت را به خود می‌بینند»، خزرها قومی در آسیای مرکزی بودند که با یهودیت پیوندی پرپیشینه داشتند. روایتی گرجی که در رویدادنامه ای انعکاس پیدا کرده‌است، همچنین خزرها را با گاگ و مگاگ همسان می‌داند، بیان می‌کند که آنان «مردانی وحشی با چهره‌هایی وحشت‌انگیز و سلوک حیوانات وحشی، خورندگان خون» هستند.
عالمان مسلمان پیشینی که دربارهٔ ذوالقرنین می‌نویسند همچنین گاگ و مگاگ را با خزرها مرتبط دانسته‌اند. ابن کثیر (۱۳۰۱–۱۳۷۳ میلادی)، مفسر مشهور قرآن، در اثرش، البدایة و النهایة (آغاز و پایان)، گاگ و مگاگ را با خزرهایی که میان دریای سیاه و خزر زندگی می‌کردند همسان دانسته‌است. جهانگرد مسلمان احمد بن فضلان، در سفرنامه اش در ارتباط با مأموریت دیپلماتیکش در ۹۲۱ میلادی به سوی بلغارستان ولگا (دست‌نشانده‌ای از امپراتوری خزرها)، عقیده ای دربارهٔ این که گاگ و مگاگ اجداد خزرها باشند را یادداشت می‌کند.
عالمان مسلمان خزرها را با ذوالقرنین مرتبط دانسته‌اند درست همان‌طور که افسانه‌های مسیحی خزرها را با اسکندر کبیر مرتبط دانسته‌اند.

### محل طلوع خورشید
جنبه‌ای عجیب و ویژه از داستان ذوالقرنین در قرآن این است که سفر ذوالقرنین به «محل طلوع خورشید» و «محل غروب خورشید» را وصف می‌کند، جایی که او دید خورشید دارد به درون برکه ای گل‌آلود (یا غلیان) از آب (یا لجن و گل و لای) غروب می‌کند. ذوالقرنین همچنین قومی را نزدیک به «محل طلوع خورشید»، و در می‌یابد که این قوم به یک‌جورهایی «هیچ حفاظی» ندارد.
ابن کثیر (۱۳۰۱–۱۳۷۳ میلادی) در تفسیر قرآن خود، توضیح می‌دهد که آیه ۸۹ سوره کهف به دورترین نقطه ای که می‌توان به غرب سفر کرد ارجاع دارد:
(تا، وقتی که به محل طلوع خورشید رسید) یعنی، او مسیری را دنبال کرد تا به دورترین نقطه ای رسید که می‌توان در راستای غروب خورشید به آن رسید، که غرب زمین است. با توجه به این که ایده رسیدن وی به محلی در آسمان که در آن خورشید غروب می‌کند، این یک چیزی است غیرممکن، و قصه‌های تعریف شده شده توسط داستان‌گویان که او چنان به فاصله دور به غرب سفر کرد که خورشید پشت او غروب کرد کلا حقیقت ندارد. بیش تر این داستان‌ها از افسانه‌های اهل کتاب [یهودیان و مسیحیان] می‌آید و جعلیات و دروغ‌های بدعت‌گذارانشان است.
در این تفسیر ابن کثیر میان انتهای زمین (فرضاً تخت) و «محلی در آسمان»، محلی که گمان می‌شد خورشید آن جا غروب می‌کند («قرارگاه» خورشید) تمایز قائل می‌شود. ابن کثیر بحث می‌کند که بله ذوالقرنین به دورترین مکانی که می‌توان به غرب سفر کرد رسید، اما نه به «قرارگاه» خورشید، و ادامه می‌دهد تا ذکر کند که اهل کتاب (یهودیان و مسیحیان) اسطوره‌هایی تعریف می‌کنند دربارهٔ این که ذوالقرنین چنان دور به آن طرف تر انتهای زمین سفر کرد که خورشید «پشت او» بود. این نشان می‌دهد که ابن کثیر از افسانه‌های مسیحی آگاهی داشته و این حاکی از این است که ابن کثیر اسطوره‌های مسیحی دربارهٔ اسکندر را این‌طور که به شخصیت یکسانی همان ذوالقرنین ذکر شده در قرآن اشاره دارند مورد ملاحظه قرار می‌داده‌است.
بن‌مایه‌ای (تِمی) مشابه در چندین جا در متون حدیث اسلامی، در صحیح بخاری و صحیح مسلم به‌طور مبسوط شرح داده شده‌است:
روایت شده‌است که … نبی الله یک روز گفت: می دانی خورشید کجا می‌رود؟ آنان پاسخ دادند: الله و رسولش بهتر می‌دانند. او (پیامبر الهی) اظهار کرد. به درستی که (خورشید) به تدریج می‌گذرد تا این که به قرارگاه خود زیر تخت [عرش الله] می‌رسد. سپس می‌افتد سجده می‌کند و آن جا باقی می‌ماند تا این که از او خواسته شود: برخیز و برو به مکانی که از آن آمدی، و بازمی‌گردد و به ظهور از محل طلوعش ادامه می‌دهد …
بر محل غروب خورشید همچنین توسط طبری (۸۳۸–۹۲۳ میلادی) و قرطبی (۱۲۱۴–۱۲۷۳ میلادی) تفسیر شده‌است و، مثل ابن کثیر، آنان نسبت به پنداشت تحت‌الفظی از غروب خورشید در چشمه ای تیره [یا گل‌آلود] دودلی‌هایی نشان داده‌اند. عالم اسلامی مؤخر امام سیوطی (۱۴۴۵–۱۵۰۵ میلادی) همچنین بر این عقیده بود که زمین تخت است.

#### محل طلوع خورشید در افسانه‌های اسکندر
محل طلوع او [خورشید] در آن سوی دریا است، و مردمی که آن جا سکنی گزیده‌اند، هنگامی که نزدیک است که طلوع کند، فرار می‌کنند و خودشان را در دریا پنهان می‌کنند، که با اشعه‌هایش سوزانده نشوند؛ و او از میانگاه [وسط] فلک گذر می‌کند به مکانی که او به پنجره فلک وارد می‌شود؛ و هر جا که از آن گذر می‌کند آن جا کوه‌های هولناک وجود دارد، و آنان که در آن جا سکنی گزیده‌اند غارهایی دارند که در سنگ‌ها حفر کرده‌اند، و به محض این که خورشید دارد می‌گذرد [بر فرازشان]، مردان و پرندگان از مقابل او فرار می‌کنند و در غارها مخفی می‌شوند … و وقتی که خورشید به پنجره فلک وارد می‌شود، بی درنگ به پایین سر فرود می‌آورد و نزد خدا [،] آفریننده اش تعظیم و تکریم می‌کند؛ و سفر می‌کند و تمام شمب از خلال فلک‌ها فرود می‌آید، تا که خود را در طولی می‌یابد که جایی است که او [خورشید] طلوع می‌کند … پس کل اردوگاه سوار شدند، و اسکندر و فشونش از میان دریای گندیده و دریای روشن به سوی مکانی که آن جا خورشید به پنجره فلک وارد می‌شود بالا رفتند؛ با در نظر گرفتن این که خورشید خدمتگزار پروردگار است، و نه به شب و نه به روز از سفر خود دست نمی‌کشد.

افسانه مسیحی، بسیار پرجزئیات تر از نسخه قرآن است و با طول و تفصیل کیهان‌شناخت زمین را که داستان بر آن دلالت دارد به‌طور مبسوط شرح می‌دهد:
او [اسکندر] به آنان [بزرگان] گفت: «این فکر به فکرم خطور کرده‌است، در حیرتم حد زمین چیست، و افلاک چه قدر بالا هستند … و افلاک بر چه چیز ثابت شده‌اند … حالا این را خواهانم که بروم و ببینم، بر چه چیز افلاک تکیه کرده‌اند، و چه چیز همه مخلوقات را محصور کرده‌است.» بزرگان پاسخ دادند و به شاه گفتند، … «در رابطه با آن چیز، سرور من، آنچه که اعلی حضرت خواهانند تا بروند و ببینند، یعنی، بر چه چیز افلاک تکیه کرده‌اند، و چه چیز زمین را محصور کرده‌است، دریاهای مخفوی که دنیا را محصور کرده‌اند به شما معبری نخواهند داد؛ چرا که یازده دریای فرخنده [پرنشاط، روشن] وجود دارد، که بر آن‌ها کشتی‌های آدمیان حرکت می‌کند، و فراتر از این‌ها حدود ده مایل زمین خشک وجود دارد، و فراتر از این ده مایل دریای گندیده وجود دارد، اوکئانوس (اقیانوس)، که همه مخلوقات را محصور کرده‌است. آدمیان قادر نیستند به نزدیک دریای گندیده بیایند … آبش مانند زهر است و اگر آدمیان درون آن شنا کنند، یک مرتبه می‌میرند.»
این بن‌مایه کهنِ شخصیتی افسانه ای که به انتهای زمین سفر می‌کند همچنین در حماسه گیلگمش یافت شده‌است، که قدمتش به ۲۰۰۰ پیش‌ازمیلاد بازمی‌گردد، که این آن را یکی از قدیمی‌ترین آثار از نوشته‌های ادبی می‌سازد. در شعر حماسی، در لوح نه، گیلگمش بر سفری اکتشافی برای آب حیات به دنبال یافتن نامیرایی مصمم می‌شود. گیلگمش مسافت زیادی را به شرق سفر می‌کند، به گذرگاه‌های کوهستانی انتهاهای زمین جایی که با موجودات مختلف از جمله خرس‌ها و شیرهای کوهی هیولاوار گلاویز می‌شود و ذبحشان می‌کند. بالاخره به دو قله کوه Mashu در انتهای زمین می‌رسد، که از آن جا خورشید از دنیای دیگر طلوع می‌کند، که دروازه اش توسط موجودات عقربی مخوفی محافظت می‌شود. بعد از این که گیلگمش آنان را قانع می‌کند که بگذارند بگذرد، الوهیت و بی‌پروایی خود را بیان می‌کند، به او اجازه می‌دهند تا از طریق دروازه رهسپار شود، و از درون تونل تاریک سفر می‌کند، همان جایی که خورشید هر شب سفر می‌کند. درست قبل از این که نزدیک است خورشید به او برسد، و همراه با برخورد شلاق وار یخ و باد شمال به او، به انتها می‌رسد. جهان انتهای تونل سرزمین عجایب درخشنده‌ای (پر روح و نشاطی) است پر از درختان با برگ‌هایی از جواهرات. فصل ۱۷ام کتاب کاذبه انوش سفری را به غرب دور وصف می‌کند جایی که آتش غرب هر غروب خورشیدی را به خود جلب می‌کند و رودی از آتش به دریای بزرگ غربی ریخته می‌شود. فصل‌های ۷۲–۸۰ طلوع‌ها و غروب‌های خورشید را از خلل ۱۲ مدخل (پورتال) فلک در شرق و غرب وصف می‌کند. اسطوره زمینی تخت که توسط یک اقیانوس که درون آن خورشید غروب می‌کند محصور شده‌است همچنین در ایلیاد، شعر حماسی معروفی که توسط هومر نوشته شده‌است و قدمتش ۹۰۰ پیش‌ازمیلاد تعیین شده، وصف شده‌است. همچنین داستان آفرینش در کتاب مقدس عبری، در پیدایش ۱:۱۰، (قدمتش ۹۰۰–۵۵۰ پیش‌ازمیلاد تعیین شده) توسط پژوهشگران به این عنوان که زمینی تخت که توسط دریای محصور شده‌است را وصف می‌کند به حساب آوره شده‌است.
مورخ یونان باستان هرودوت (۴۸۴–۴۲۵ پیش‌ازمیلاد) نیز در توصیفاتش از هند، حکایتی از «انتهای زمین» از جانب شرق را ارائه می‌کند. او گزارش کرده‌است که در هند به جای این که ظهر داغ‌ترین بخش روز باشد، حرارت خروشید در صبح به شدت آتشین است، این فقط وقتی منطقی بود که صبح به علت مجاورت خورشید به‌طور غیرقابل تحملی پرحرارت باشد.

### سفرهای اسکندر

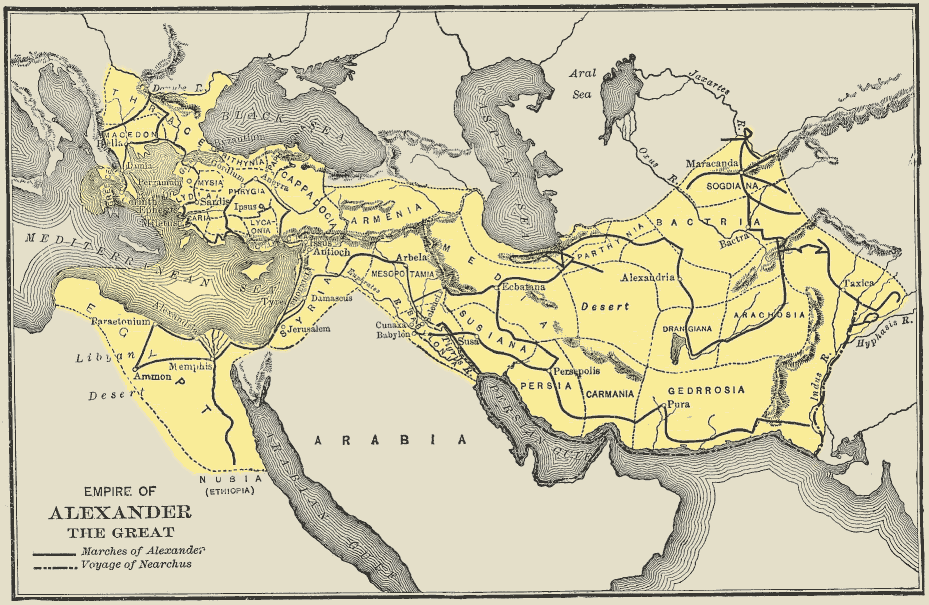
نقشه سفرهای اسکندر. اسکندر هیچ وقت به باخترِ دورِ مقدونیه بومی خود مارش نکرد و پیشروی‌هایش به سمت شرق در حاشیه‌های هند خاتمه یافت.

قرآن و رمانس اسکندر هر دو این مطلب را دارا هستند که ذوالقرنین (یا اسکندر) مقدار زیادی سفر کرد. در داستان قرآن دربارهٔ ذوالقرنین، «خدا نسبت به هر چیزی به او راهی داد» (یا به‌طور تحت‌اللفظی، «ما به او رشته [وسیله، طریق، شیوه] همه چیز را دادیم» ۱۸:۸۴) او مسافت زیادی به اندازه رسیدن به انتهاهای زمین سفر می‌کند، تا به جایی در زمین می‌رسد که خورشید آن جا غروب می‌کند (غرب) و به جایی در زمین می‌رسد که خورشید از آن جا طلوع می‌کند (شرق). قرآن او را به این صورت به تصویر می‌کشد که به «غروبگاه خورشید» سفر می‌کند. تفاسیر مسلمان این آیات گوناگونند، اما به نظر می‌رسد که عالمان مسلمان کلاسیک بر این نظر بوده‌اند که مسافرت ذوالقرنین واقعی بوده‌است و نه تمثیلی، و دیوار ذوالقرنین همچنین دیواری واقعی، و فیزیکی در یک جایی در زمین است.
در افسانه‌های مسیحی، اسکندر به مکان‌های غروب و طلوع خورشید سفر می‌کند و این به این منظور بود که گفته شود او به انتهاهای زمین تخت سفر کرده و بنابراین کل دنیا را سیر کرده‌است. این حکایت افسانه ای به منظور انتقال بن‌مایه (تم) «استثمارات اسکندر به عنوان فاتحی بزرگ» به کار رفت. اسکندر به واقع فاتحی بزرگ بود، وسیع‌ترین امپراتوری تاریخ باستان را تا وقتی به ۲۵ سالگی رسید حکم راند. با این حال، این امر شناخته شده‌است که حد حقیقی و واقعی سفرهای اسکندر به شدت در افسانه‌ها مورد اغراق قرار گرفته‌است. برای مثال، افسانه حاوی این است که هنگام رسیدن به هند،
... اسکندر گفت «به راستی، بنابراین، تمام دنیای دارای سکنه از آن من است. غرب، شمال، شرق، جنوب، هیچ چیزی بیش تر از این برای من نیست تا فتح کنم.» آن گاه، نشست و گریست چرا که دنیاهای دیگری برای او نبود تا فتح کند.

در واقعیت، با این که اسکندر واقعاً مقداری زیادی را سفر کرد، اما غرب را فراتر از لیبی باستان و شرق را فراتر از حاشیه‌های هند سفر نکرد. به گفته مورخان، اسکندر به دنبال آرزوی خود برای رسیدن به «انتهاهای دنیا و دریای بزرگ بیرونی» هند را مورد تاخت و تاز قرار داد. لکن، وقتی در ۲۳۶ پیش‌ازمیلاد به رود بیاس در پنجاب رسید، ارتشش کمابیش سرکشی کردند و از پیش روی فراتر به شرق امتناع کردند، که با سال‌ها حملات پیاپی فرسوده شده بودند. آرزوی اسکندر برای رسیدن به «انتهاهای زمین» توسط معلم خصوصی اش ارسطو در فکرش رفته بود:
اسکندر مفهوم «آسیا» را از آموزه‌های ارسطو بیرون کشید، که برای او «زمین دارای سکنه» توسط اقیانوسِ «دریای بزرگ» محصور شده بود، و به سه ناحیه تقسیم شده بود – «اروپا، لیبی و آسیا.» بنابراین نه گرد بلکه تخت بود، و «آسیا» از غربش توسط تانایس (Don)، دریای درون‌بومی و نیل، و از شرقش توسط «هند» و «دریای بزرگ» محدود شده بود … او در این که انگاشته بود که آدم می‌تواند از ستیغ پاروپامیز (هندوکش) «دریای برونی» را ببیند و این که «هند» شبه جزیره کوچکی بود که از شرق به درون دریا کشیده می‌شود دچار اشتباه شده بود.
این دیدگاه از دنیا که توسط ارسطو آموزانده شده بود و اسکندر آن را دنبال کرده بود در متئورولوگیای ارسطو، رساله ای دربارهٔ علوم زمین مشهود است، جایی که وی «طول» و «عرض» «زمین دارای سکنه» را بحث می‌کند. با این حال، ارسطو می‌دانست که زمین کروی است و حتی اثبات مشاهده ای این واقعیت را ارائه کرد. دیدگاه کیهان شناختی ارسطو این بود که زمین گرد است اما تصور «زمینی دارای سکنه» را که توسط اوکئان (Ocean)، و «زمینی خالی از سکنه» محصور شده‌است تجویز می‌کرد (اگرچه این که دقیقاً چه قدر از این توسط شاگردش اسکندر کبیر فهمیده شده بود ناشناخته است).

### خضر

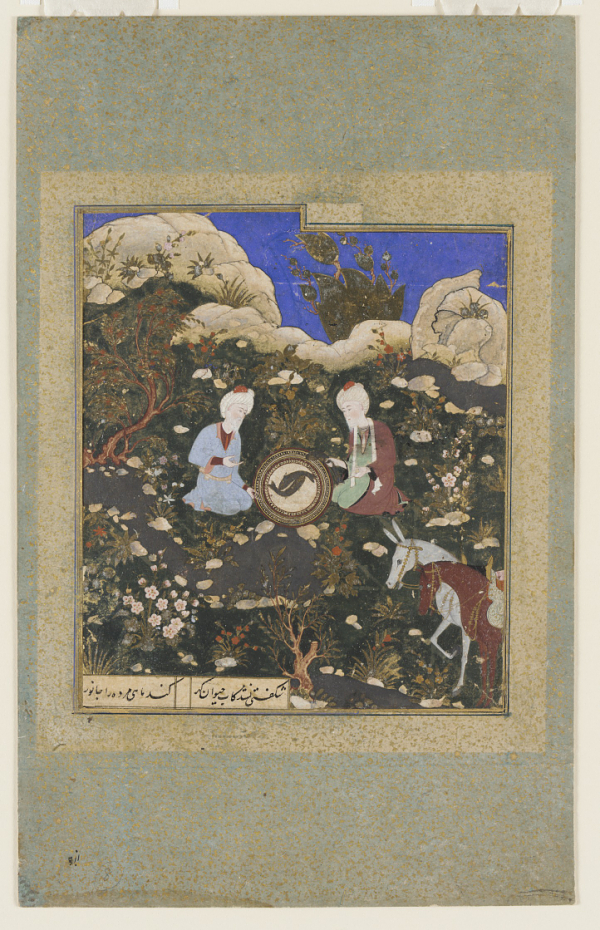
خضر و ذوالقرنین می‌نگرند که آب حیات دارد ماهی نمک‌سودشده‌ای را احیا می‌کند. «هنگامی که اسکندر در طلب بود، آنچه که خضر ناطلبیده یافت را نیافت.» (سکندر نامه LXIX.75)

سوره کهف همچنین از طریق داستانی ثانوی نیز به رمانس اسکندر پیوند داده شده‌است. آیات ۶۰–۸۲ سوره ۱۸ (کهف)، که یکراست پیش از داستان ذوالقرنین قرار گرفته‌اند، داستان خضر و یک ماهی را که به‌طور معجزه‌آسایی به زندگی بازگشته را ذکر می‌کند. نظریه پرذازی شده‌است که داستان قرآن توسط داستان آب حیات (چشمه جوانی) ذکر شده در نسخه‌های شرقی رمانس اسکندر تحت تأثیر قرار گرفته‌است.
در برخی روایات اسلامی، خضر (تحت‌اللفظی یعنی «شخص سبزرنگ»، شخصیتی معمایی در اسلام) خویشاوند (پسرعمو، پسردایی، ...) یا خدمتکار اسکندر یا ذوالقرنین است. چندین نسخه رمانس اسکندر پارسی موجود است که در آن‌ها خضر به عنوان خدمتکاری برای ذوالقرنین یا اسکندر کبیر به چشم می‌خورد. در یک نسخه، خضر و ذوالقرنین از سرزمین تاریکی عبور می‌کنند تا آب حیات را بیابند. ذوالقرنین در گشتن به دنبال چشمه گم می‌شود، اما خضر آن را می‌یابد و زندگانی جاودانه به دست می‌آورد. در اسکندرنامه توسط مؤلفی ناشناس، ذوالقرنین از خضر می‌خواهد که او و لشکرش را به سوی آب حیات هدایت کند. خضر قبول می‌کند، و نهایتاً خودش به تنهایی به آب حیات برمی‌خورد.
داستان قرآن دربارهٔ موسی و خضر است، اگرچه عالمان کلاسیک اسلامی بر سر این که آیا «موسی» در این داستان همان موسی بنی‌اسرائیل هست یا خیر اختلاف نظر نشان داده‌اند. در داستان قرآن، این موسی با خدمتکاری (که در احادیث با یوشع بن نون هم‌هویت دانسته شده) به «محل اتصال دو دریا» می‌رود. ماهی خاصی (که احتمالاً با خودشان همراه برده بودند) «به طریقی متحیرکننده» راهش را به دریا باز می‌کند (خودش را به دریا می‌رساند). هنگامی که خدمتکار به موسی این را می‌گوید، آن‌ها رد پای ماهی را دنبال می‌کنند. آنان آن گاه یکی از بندگان خدا را می‌بینند (به‌طور سنتی الخضر گفته می‌شود، اگرچه در قرآن نام برده نمی‌شود) که موسی را به آزمایش صبر می‌گذارد که در این آزمایش موسی باید با خضر سفر کند ولی هیچ سؤالی نپرسد. خضر سوراخی در یک کشتی ایجاد می‌کند که مسافرانش را به خطر می‌اندازد، سپس پسری را به قتل می‌رساند، و سپس دیواری را بازسازی می‌کند که هر دفعه باعث می‌شود موسی سکوت خود را بشکند. خضر توضیح می‌دهد که چه طور هر کدام از اعمال نامشروع محض خیری فراتر بوده‌اند و موسی در آزمون صبر شکست می‌خورد. داستان قرآنی به‌طور قابل توجهی مشابه فولکلور یهودی در رابطه با الیاس است. در قصه یهودی، رَبّای یوشع بن لوی (Joshua ben Levi) درخواست می‌کند تا در گردش‌های پیامبر الیاس به او بپیوندند. الیاس خواسته ربای را برآورده می‌کند به این شرط که او از پرسیدن هر سؤالی دربارهٔ هر کدام از اعمال پیامبر امتناع کند. وی موافقت می‌کند و آنان سیر خود را شروع می‌کنند. الیاس اعمالی «نامشروع» انجام می‌دهد، مانند خضر در قرآن، و به‌طور مشابهی ربای سکوت خود را می‌شکند و توجیهی را طلب می‌کند.
داستان موجود در قرآن در حدیثی از صحیح بخاری خلاصه شده‌است:
الله به او [موسی] وحی کرد: «در محل اتصال دو دریا بنده ای از ماست [خضر] که از تو فاضل تر است.» موسی پرسید، «ای پروردگار من، چه طور می‌توانم ملاقاتش کنم؟» الله گفت، «ماهی‌ای را بردار و در سبدی قرار ده (و رها کن)، و جایی که، ماهی را از دست خواهی داد، او را پیدا خواهی کرد.» پس موسی (ماهی‌ای را برداشت و در سبدی گذاشت و) رها کرد، همراه با غلامش یوشع بن نون، تا این که آن‌ها به صخره ای رسیدند (که روی آن) هر دویشان سرهای خود را گذاشتند و خوابیدند. ماهی با تب و تاب در سبد جنبید و از آن بیرون زد و به دریا افتاد و آن جا از طریق دریا راه خود را پی گرفت (یکراست) انگار که در تونلی باشد.
این ایده که منابع این آیات در رمانس اسکندر یافته شده‌است اولین بار توسط مارک لیدزبارسکی و کارل دورف در ۱۸۹۲ میلادی پیشنهاد شده‌است. در ۱۹۱۳ مسلادی اسرائیل فریدلندر کتابی بر این موضوع با عنوان «افسانه خضر و رمانس اسکندر» نوشت. افسان‌های اولیه مسلمانان پارسی و حبشی در رابطه با اسکندر ارتباطی مشابه را میان خضر و اسکندر برقرار می‌کنند (شکل را ببینید).
یک مشابهت میان داستان قرآن و رمانس اسکندر در رابطه با ماهی ای است که به‌طور معجزه آسا به زندگی بازمی‌گردد. این بن‌مایه در خطابه سریانی توسط یعقوب سروجی یافت می‌شود، که در آن در جستجوی آب زندگانی (چشمه جوانی) سفر می‌کند. نسخه ای کوتاه‌تر از این داستان همچنین در بتا ریسنشن رمانس اسکندر یافت شده‌است. در افسانه سریانی، اسکندر مردی خردمند را می‌یابد که به اسکندر می‌گوید ماهی نمک سود شده‌ای را بردارد و در چشمه‌های موجود در سرزمین تاریکی بشوید، و اگر ماهی به زندگی برگشت آن گاه او آب حیات را یافته‌است:
شاه [اسکندر] گفت، «شنیده‌ام که چشمه حیات در آن جا [سرزمین تاریکی] است، و شدیداً خواستارم تا بیرون بروم و ببینم، به راستی، [آن جا] هست. مرد پیر گفت، … «به طباخت فرمان بده ماهی نمک سود شده‌ای را با خود ببرد، و هر جا که چشمه ای از آب بیند بگذار ماهی را بشوید؛ و اگر این گونه شود که هنگامی که دارد آن را در دستانش می‌شوید به زندگی بازگردد، چشمه آب حیات که از آن پرسیدی آن است، ای شاه.»

شباهت دیگر میان افسانه‌های خضر و رمانس اسکندر آب حیات است. اگرچه قرآن چشمه جوانی را ذکر نمی‌کند، در متون حدیث مورد اشاره قرار گرفته‌است. خضر در متون حدیث به عنوان موجودی نامیرا توصیف شده، که قبل از محمد، هر پیامبری را آموزانده‌است، و ظاهر مردی جوان را دارد ولی ریشی بلند و سفید دارد، و حتی تعریف شده‌است که در خاکسپاری محمد شرکت داشته‌است:
سعید روایت کرد: ابن‌عباس گفت، «از من بپرسد (هر سؤالی)» من [سعید] گفتم، «ای ابو عباس! … مردی است در کوفه که داستان-گویی است به نام Nauf؛ که ادعای می‌کند او [فرد همراه خضر] موسی بنی‌اسرائیل نیست … ابن‌عباس گفت، «(Nauf) دشمن خدا دروغی گفته‌است.»
داستان خضر در قرآن، ذوالقرنین را ذکر نمی‌کند، در عوض فقط شخصیتی به نام «موسی» است که با نام مورد ارجاع قرار گرفته‌است. این ممکن است به نظر برسد بر ایده سایه شک می‌اندازد که داستان دربارهٔ ذوالقرنین است، در حالی که به نظر می‌رسد داستانی باشد دربارهٔ موسی بنی‌اسرائیل. با این حال، متون اولیه اسلامی دربارهٔ این که آیا آن موسی که در داستان ماهی ذکر شده‌است، موسی بنی‌اسرائیل است، یا کسی کامل متفاوت، سوالاتی را پیش کشیده‌اند.
پژوهشگران، این داستان در رمانس اسکندر و در قرآن را، تأثیر گرفته از حماسه گیلگمش (بخصوص جستجوی گیلگمش به دنبال آب حیات) به حساب می‌آورند. گیلگمش به آب می‌رسد اما، مثل اسکندر، از نامیرا شدن ناکام می‌ماند. مثل اسکندر، گیلگمش همچنین به نقطه ای می‌رسد که در آن خورشید از زمین طلوع می‌کند:
منابع داستان خضر به بن‌مایه‌های اسطوره‌ای پدیدار در حماسه گیلگمش اکدی، در رمانس اسکندر و در افسانه‌های یهودی حول شخصیت اسطوره ای الیاس بازمی‌گردد. این داستان آن گونه که توسط قرآن گفته شده‌است چندین بن‌مایه داستان‌گویانه را درمی‌آمیزد: آزمون صبر، سفر اکتشافی به دنبال چشمه حیات، و الی آخر. تعیین هویت خدمتگزار خدا با خضر در روایات رسیده از پیامبر تصدیق شده‌است، چیزی که شاید دلیل این باشد که چرا [همسان دانستن خضر با خدمتگزار خدا] به ندرت توسط مفسران مسلمان مورد اعتراض قرار گرفته‌است. اتفاق آرای تفسیری کم تری وجود دارد دربارهٔ این که آیا موسی ذکر شده در این‌جا موسی مصری است یا خیر.
جنبه‌ای عجیب و ویژه از داستان قرآن این است که خضر در مکانی دور که «برخوردگاه دو دریا» نامیده می‌شود پیدا می‌شود. محققان سکولار معتقدند که این ارجاعی به انتهای دنیا است، جایی که خورشید از دریای اوکیان Ocean بیرونی طلوع می‌کند. «برخوردگاه دو دریا» در چندین جای قرآن مورد اشاره قرار گرفته‌اند:
او کسی است که دو دریا را در کنار هم قرار داد؛ یکی گوارا و شیرین، و دیگر شور و تلخ؛ و در میان آنها برزخی قرار داد تا با هم مخلوط نشوند (گویی هر یک به دیگری می‌گوید:) دور باش و نزدیک نیا! (آیه ۵۳ سوره فرقان، ترجمه ناصر مکارم شیرازی)

این با اسطوره اکدی «آبزو» قیاس شده‌است، که آبزو نام دریای زیرزمینی آب شیرین است که در اساطیر سومری و اکدی به آن کیفیتی مذهبی داده شده بود. تصور می‌شد که دریاچه‌ها، چشمه‌ها، چاه‌ها، و دیگر منابع آب شیرین آبشان را از دریای زیرزمینی آبزو به خود می‌کشند، در حالی که اقیانوس فراگیرنده دنیا یک دریای آب شور بود. این دریای زیر زمینی در کتاب مقدس عبری تهوم نامیده می‌شود. برای مثال، سِفر پیدایش ۴۹:۲۵ می‌گوید، «از خدای پدرت که تو را اعانت می‌کند، و از قادرمطلق که تو را برکت می‌دهد، به برکات آسمانی از اعلی و برکات لجه‌ای [= تهوم] که دراسفل واقع است، و برکات پستانها و رحم.» ونسینک توضیح می‌دهد، «بنابراین به نظر می‌رسد که ایده وجود دریایی از آب شیرین زیر زمین، تهوم باستانی، که منبع چشمه‌ها و رودخانه هاست، برای سامی‌های غربی پنداشتی رایج است». در اسطوره آفرینش بابلی، انوما الیش، نیز نشان داده شده‌است، که در آن آبزو الهه اقیانوس آب شیرین و تیامات الهه اقیانوس آب شور است. انوما الیش این گونه آغاز می‌شود:
وقتی نه فراز فلک‌ها هنوز وجود داشت، و نه زمین زیرین، آپسو اقیانوس آب شیرین، اولین، مولد، و تیامات، دریای آب شور، اویی [ضمیر مؤنث] که همه‌شان را زایید وجود داشت؛ آن‌ها همچنان داشتند آبشان را مخلوط می‌کردند، و هیچ زمین مرتعی، یا حتی مردابی از نی هنوز شکل نگرفته بود…
به‌طور مشابه در اساطیر یونانی، جهان توسط اوکئانوس فرا گرفته شده بود، جهان-اقیانوس اروپای دوران قدیم. اوکئانوس به عنوان خدا تایتان شخصیت داده شده بود، کسی که همسرش الهه دریای آبزی (یا آبی) به نام تتیس بود. همچنین تصور می‌شد بارش باران به دلیل اقیانوس سومی در بالای «گنبد آسمان» است (همچنین منبع آب عظیمی نیز در روایت آفرینش پیدایش توصیف شده‌است). درکی جامع از چرخه آب زمین تا قبل از این که «منشأهای چشمه‌ها» در ۱۶۷۴ میلادی توسط پیر پرالت نوشته شود وجود نداشته‌است.

## تصویرسازی‌های اسلامی از اسکندر کبیر

### روایات عربی

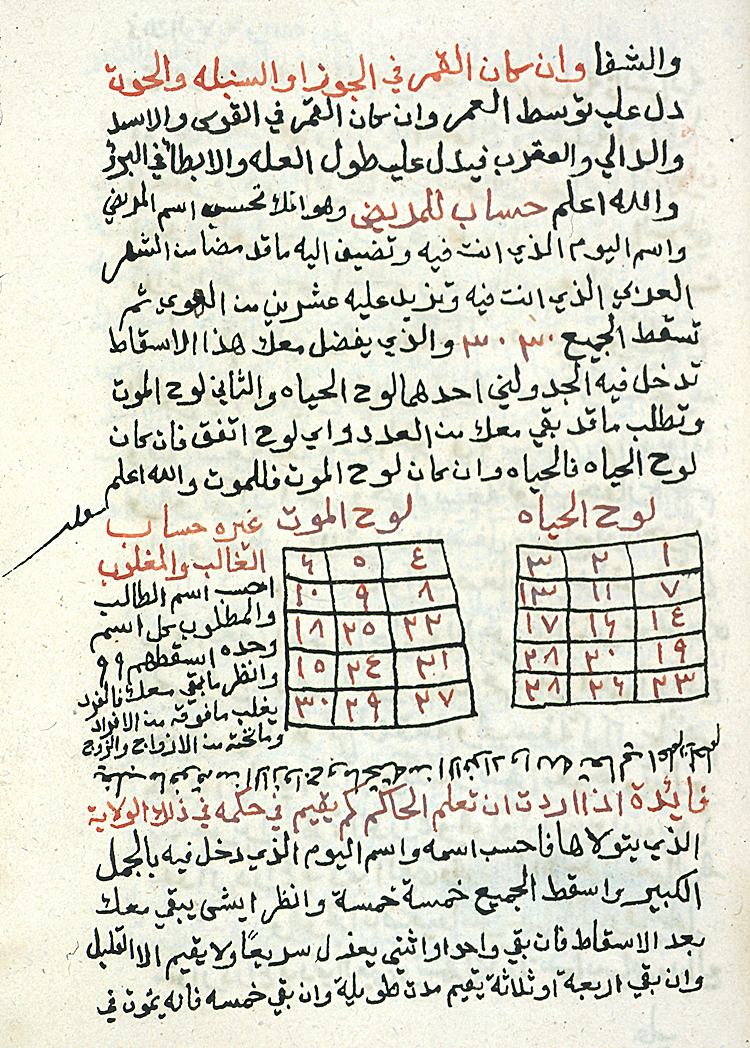
نسخه‌ای خطی از اثری عربی متعلق به قرن ۹ میلادی با نام سرالاسرار (راز رازها)، رساله‌ای دائرةالمعارف مانند دربارهٔ گستره وسیعی از موضوعات شام چهره‌خوانی، اختربینی، کیمیا، جادو، و طب. این اثر سامل یک سری از نامه‌های فرضی از ارسطو خطاب به اسکندر است. نسخه خطی عربی در قرن ۱۲ میلادی به لاتین ترجمه شد و در اروپا در طول دوران قرون وسطای میانه پرنفوذ بود.

اسکندر کبیر در ادبیات عربی اولیه به‌طور برجسته ای نقش می‌نماید. نسخ بازمانده زیادی از رمانس اسکندر در عربی وجود دارد که بعد از استیلای اسلام نوشته شده‌اند. همچنین تصور می‌شود که نسخ عربی پیشااسلامی رمانس اسکندر نیز ممکن است موجود بوده باشند.
قدیمی‌ترین روایت عربی از رمانس اسکندر توسط عمر بن یزید (۷۶۷–۸۱۵ میلادی) نگاشته شده‌است. در قصه، اسکندر مقدار زیادی را سفر می‌کند، دیوار را ضد گوگ و ماگوگ [یاجوج و ماجوج] می‌سازد، به دنبال آب حیات (چشمه جوانی) می‌گردد، و با فرشتگانی رو به رو می‌شود که به اون «سنگ اعجاب‌انگیز» ("wonder-stone") می‌دهند که هم از هر سنگ دیگری سنگین تر است ولی همچنین به سبکی غبار است. سنگ اعجاب‌انگیز به این منظور است که اسکندر را به خاطر جاه‌طلبی‌هایش نصیحت کند و خاطرنشان کند که شهوت او برای فتح و حیات ابدی تا مرگ او به پایان نخواهد رسید. داستان سنگ اعجاب‌انگیز در افسانه مسیحی سریانی یافت نمی‌شود، اما در روایات تلمودی یهودی دربارهٔ اسکندر و همچنین در روایات پارسی یافت می‌شود.
یک افسانه اسکندر متعلق به عربستان جنوبی توسط سنت‌گرای یمنی وهب بن منبه (؟ –۷۳۲ میلادی) دربارهٔ تاریخ پادشاهی حمیر در یمن باستان نوشته شده‌است و بعداً در کتابی توسط ابن هشام (؟ –۸۳۳ میلادی) به ضمیمه شده‌است. در گونه یمنی، ذوالقرنین به جای اسکندرکبیر، به عنوان یک سلطان باستانی یمن به نام تبع تعیین هویت شده‌است، اما داستان عربی همچنان داستان دیوار اسکندر دربرابر یاجوج و ماجوج و جستجوی او برای آب زندگانی را توصیف می‌کند. همچنین داستان ذکر می‌کند که ذوالقرنین (تبع) قلعه ای با دیوارهای شیشه ای را بازدید کرده و برهمین‌های هندوستان را ملاقات کرده. افسانه جنوب غربی در کانتکست جدایی میان اعراب جنوبی و اعراب شمالی که با جنگ مرج راهط در ۶۸۴ میلادی آغاز شد و بیش از دو قرن پابرجا شد نوشته شده‌است.
رمانس اسکندر همچنین تأثیر مهمی بر ادبیات حکمت در زبان عربی داشت. در سرالاسرار، رساله‌ای دائرةالمعارف گونه ای که بر طیف وسیعی از مباحث شامل کشورداری، اخلاقیات، چهره‌خوانی، اختربینی، کیمیا، جادو، و طب نگاشته شد، اسکندر به عنوان یک سخنور و در معرض خطابه‌های حکیمانه و به عنوان مکاتبه‌کننده ای با اشخاصی همچون ارسطو نمایان می‌شود. خاستگاه‌های این خطابه‌ها نامعین هستند. هیچ نسخه اصلی یونانی‌ای وجود ندارد، اگرچه ادعاهایی در رساله عربی وجود دارد که توسط یک مترجم بنام قرن ۹ امی میلادی، یحیی ابن البطریق (؟ –۸۱۵ میلادی) از یونانی به سریانی و از سریانی به عربی ترجمه شده‌است. به نظر می‌رسد، که با این حال، رساله در واقع از در اصل در عربی تألیف شده‌است.
در مثال دیگری از ادبیات حکمت عربی مرتبط با اسکندر، ابن ندیم (؟ –۹۷۷ میلادی) به اثری دربارهٔ طالع بینی تحت عنوان بخت‌آزمایی سرنوشت‌ها توسط ذوالقرنین (The Drawing of Lots by Dhul-Qarnain) و به اثر دومی دربارهٔ بخت‌آزمایی با پیکان‌ها تحت عنوان ارزانی اسکندر (The gift of Alexander) اشاره می‌کند، اما فقط عناوین این آثار بازمانده است.
به‌طور قابل توجه، خلیفه عباسی معتصم (۷۹۴–۸۴۲ میلادی) ترجمه تزاروس الکساندری را، اثری در مورد اکسیرها و تعویذها، از یونانی و لاتین به عربی دستور داده بود. اثر یونانی تزاروس الکساندری به هرمس (پیغامبر بزرگ خدایان در اساطیر یونانی) منسوب شد و به‌طور مشابه نامه‌هایی فرضی از ارسطو در خطاب به اسکندر را شامل می‌شد.
ترجمه‌ای مستقیم‌تر از رمانس اسکندر، با عنوان سرت الاسکندر، در قستنطنیه، در ایاصوفیه بازکشف شد، و به قرن ۱۳ میلادی تاریخگذاری شده‌است. این نسخه شامل نامه‌هایی از اسکندر به مادرش دربارهٔ سفرهایش در هند و در آخر دنیا دنیا می‌شود. همچنین شامل ویژگی‌هایی می‌شود که به‌طور اختصاصی فقط در نسخه سریانی موجود است. افسانه عربی همچنین عناصر پاگانی بخصوصی از داستان را حفظ می‌کند و گاهی اوقات پیرایش می‌شود تا با پیام اسلامی جور شود:
«این به راستی قابل توجه است که برخی خصیصه‌هایی که به دارودسته و محیط «پاگانی» پیشااسلامی متعلق است، در متن به جا مانده‌اند … برای مثال، اسکندر به منظور پیشکشی از حیوانات قربانی در معبد هرقل [Hercules] دستور می‌دهد. در نامه عربی نام الهه‌ها با الله جایگزین شده … در مطلب دیگری در حکایت کاخ شوشان [Shoshan] یا سوس [Sus]، وصفی از خمره‌های نقره بزرگ را ارائه می‌دهد، که به‌طور ادعایی به اندازه سیصدوشصت واحد مشروب ظرفیت داشته‌است. اسکندر این مدعا را به آزمایش می‌گذارد، این‌طور که یکی از خمره‌ها را با شراب پر می‌کند و در طول بزمی برای سربازانش می ریز. دقیقاً همین جزئیات عینی صرف نظر از منع اسلامی مصرف شراب، نگهداری شده‌است… این وامگیری‌های رتوش شده در متن به شدت بااهمیت هستند، چراکه شخصیت اسکندر عربی به عنوان پخش کننده عقیده یکتاپرستی اسلامی به تصویر کشیده شده‌است.»
قطعه دیگری از ادبیات اسکندر عربی مرثیه‌های (یا خطابه‌های) فیلسوفان می‌باشد. این مجموعه اظهارات فرضاً توسط فیلسوفانی که در مقبره اسکندر پس از مرگش گرد هم آمدند بیان شده‌است. این افسانه در اصل در قرن ۶ میلادی به سریانی نوشته شده و بعداً به عربی ترجمه شده و بر آن بسط داده شده‌است. مرثیه‌های فیلسوفان در نهایت محبوبیت فوق‌العاده ای در اروپا پیدا کرد.
['خطاب‌های فیلسوفان'] اظهاراتی از فیلسوفان هستند که بر سر مقبره اسکندر گرد هم آمدند، افرادی که یک سلسله‌هایی از آپاتم‌ها (apophthegms) را با مضمون کوتاهی زندگی و زودگذری دستاوردهای انسان بر زبان می‌آوردند … اثری به نام 'خطابه‌های فیلسوفان' ابتدا در قرن شش [میلادی] به سریانی تألیف شد؛ نسخه عربی طولانی تری توسط حنین بن اسحاق (۸۰۹–۹۷۳ میلادی) محقق-مترجم برجسته، و نسخه ای باز هم طولانی‌تر توسط المبشر بن فاتک (کسی که همچنین کتابی دربارهٔ اسکندر نوشت) حوالی ۱۰۵۳ میلادی تألیف شد. نسخه حنین به اسپانیایی ترجمه شد … در اواخر قرن سیزده [میلادی].
رمان اسکندر عربی همچنین از نفوذی بر طیف وسیعی از ادبیات عربی برخوردار بود. ذکر شده‌است که برخی ویژگی‌های افسانه‌های عربی اسکندر راهشان را به هفت سفر سنباد ملاح باز کرده‌اند، داستان-چرخه‌ای قرون وسطایی با منشأی عربی. سندباد، قهرمان حماسه، ملوانی تخیلی است اهل بصره، که در طول خلافت عباسیان زندگی می‌کند. در طول سفرهایش از طریق دریاهای شرق آفریقا و جنوب آسیا، ماجراجویی‌هایی باور نکردنی دارد که به جاهای جادویی می‌رود، با هیولاها ملاقات می‌کند، و با پدیده‌های فراطبیعی مواجه می‌شود. به عنوان مثالی جداگانه از این تأثیرگذاری بر ادبیات عربی، افسانه جستجوی اسکندر به دنبال آب زندگانی در هزار و یک شب یافت می‌شود، مجموعه ای از داستان‌ها و فولکتیل‌هایی از خاورمیانه و آسیای جنوبی که در طول دوران طلایی اسلام به عربی تدوین شدند.

### روایات اندلسی

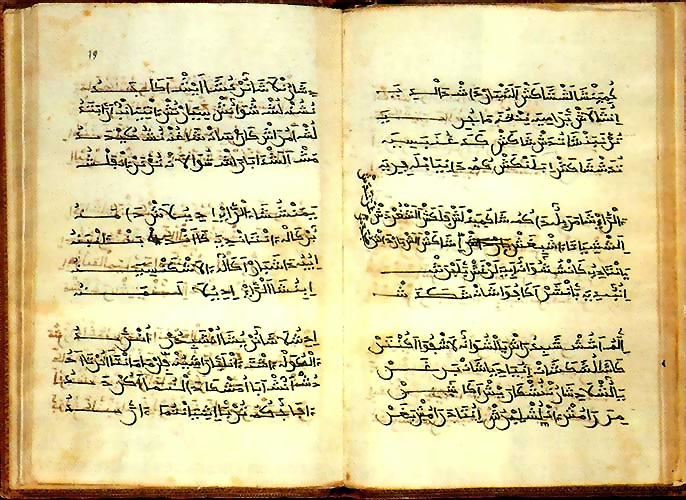
نسخه ای خطی از شعری متعلق به قرن ۱۴ میلادی که در عجمیه (اندلس) نوشته شده‌است (زبان‌های اسپانیایی و مستعربی که در الفبای عربی نویسه گردانی شده‌است).

پس از تسخیر اندلس (اسپانیا) از جانب مسلمانان در ۷۱۱ میلادی، ادبیات مسلمانان تحت خلافت قرطبه (۹۲۹ تا ۱۰۳۱ میلادی) شکوفا شد. یک مشتق عربی از رمانس اسکندر تحت عنوان قصص ذوالقرنین به وجود آمد. مطالب بعداً به داخل قصص الانبیاء ضمیمه شد:
با گذر از اولین هزاره پس از میلاد، رمانس اسکندر عربی هسته ای متمرکز در مطالب افسانه ای یونانی داشت … بعداً با روایات موجود در متون قصص الانبیاء در هم آمیخته شد [که] رخدادهایی در پر طول و تفصیل سازی عربی-اسلامی بودتد: بناکردن حائلی بزرگ برای دور نگه داشتن گاگ و مگاگ از اذیت مردم متمدن دنیا تا روز قضاوت [قیامت]، سفر به آخر زمین برای شاهد بودن این که خورشید در برکه ای گل غلیان غروب می‌کند، و گسیلش ذوالقرنین به درون سرزمین تاریکی در جستجوی چشمه زندگانی با همراهی همسفرش خضر ("آن که سبز است").
در ۱۲۳۶ میلادی، بازپس‌گیری اندلس اصلاً کامل شد و اروپایی‌ها شبه جزیره ایبری را از مسلمانان باز پس گرفتند، اما امیرنشین غرناطه، دست نشانده مسلمان کوچکی از پادشاهی کاستیل تا ۱۴۹۲ میلادی در اسپانیا ماند. در طول بازپس‌گیری اندلس، مسلمانان مجبور شدند یا به مذهبا کاتویک بگروند یا شبه جزیره را ترک کنند. نوادگان مسلمانان که به مسیحیت گرویدند موریسکوها (یعنی «مورمانند») نامیده می‌شدند و مظنون بودند که مخفیانه اسلام را به کار می‌بندند. موریسکوها از زبانی به نام عجمیة استفاده می‌کردند که گویشی از زبان اسپانیایی بود (مستعربی) لیکن با الفبای عربی نوشته می‌شد. عجمیه نقشی مهم را در حفظ اسلام و زبان عربی در زندگی موریسکوها بازی کرد؛ نیایش‌ها و احادیث محمد به آوانوشته‌هایی عجمیه ای از زبان اسپانیایی ترجمه شد، حینی که آیات قرآن را در عربی اصلی حفظ کردند. در طول این دوره، نسخه ای افسانه اسکندر به زبان عجمیه نشوته شد، که بر پایه قصاص ذوالقرنین در عربی و همچنین نسخه‌های رومی زبان رمانس اسکندر ایجاد شد.

### روایات فارسی نو

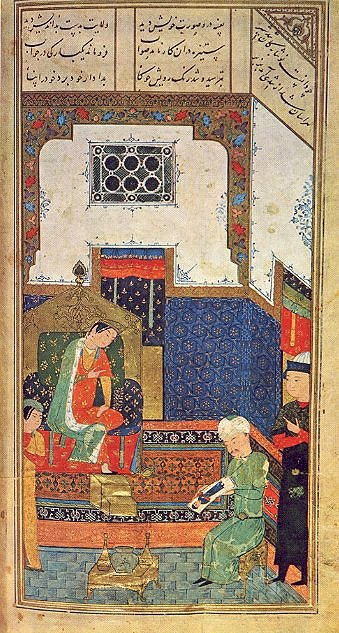
نقاشی مینیاتوری ایرانی متعلق به قرن ۱۵ میلادی از هرات افغانستان که اسکندر را به تصویر می‌کشد.

با حمله مسلمانان به ایران (یا به اصطلاح حمله اعراب) در سال ۶۴۴ میلادی، رمانس اسکندر راه خود را به ادبیات فارسی باز کرد—که با در نظر گرفتن کینه و خصومت ایرانیِ پیشا-اسلامی نسبت به دشمن ملیش، آنکه شاهنشاهی هخامنشی را خاتمه داد و مستقیماً مسئول قرن‌ها سلطه حاکمان بیگانه سلوکی بود، پیشامدی طعنه‌آمیز است. به هر روی، او به عنوان یک جنگاور یا فاتح به تصویر کشیده نشده‌است، بلکه به عنوان جوینده حقیقت که در نهایت آب الحیات (آب زندگانی) را می‌یابد. نسخه‌های ایرانی اسلامی از افسانه اسکندر، که تحت عنوان اسکندرنامه شناخته می‌شوند، مطالب کالیستنس دروغین دربارهٔ اسکندر، که برخی از آن‌ها در قرآن یافت می‌شود را، با ایده‌های فارسی میانه ساسانیان بومی درآمیختند. برای مثال، منبع بسیاری از وقایع موجود در شاهنامه که توسط فردوسی (۹۳۵ تا ۱۰۲۰ میلادی) به زبان فارسی نو نوشته شده‌است. این درآمیختگی، نتیجهٔ همان نسخهٔ پارسی میانهٔ افسانهٔ اسکندر دانسته شده‌است که در زمان ساسانیان در دسترس بوده‌است.
منابع پارسی افسانه اسکندر شجره‌نامه‌ای اسطوره‌ای را برایش ابداع کردند که در آن مادرش یک معشوقه داریوش دوم بود، که او را برادر نانتی آخرین شاه هخامنشی، داریوش سوم می‌کند. با گذر از قرن ۱۲ میلادی نویسندگان بانفوذی همچون نظامی گنجوی (اهل گنجه، جمهوری آذربایجان) او را موضوع اشعار حماسی خود می‌ساختند. روایات مسلمانان همچنین این افسانه را که اسکندر کبیر هم‌نشین ارسطو و شاگرد مستقیم افلاطون بوده بال و پر دادند.
همچنین شواهدی وجود دارد مبنی بر این که ترجمه سریانی رمانس اسکندر، که قدمتش به قرن ۶ میلادی بازمی‌گردد، مستقیماً بر اساس ریسنشن‌های یونانی نبوده بلکه بر اساس یک نسخه خطی از دست رفته پهلوی (پارسی پیشا-اسلامی) می‌باشد.

#### ذوالقرنین از دیدگاه شعرای پارسی گوی و مورخان و بزرگان ایرانی
در تمام آثار شعرای بزرگ و قدیم ایران هرجا صحبت از ذوالقرنین شده‌است، این شعرا مقصود از کیستی ذوالقرنین نبی را شخص اسکندر رومی معرفی کرده‌اند و ابیات فراوانی در توصیف شخصیت و اعمال وی به ثبت رسانده‌اند از این شعرا می‌توان به این بزرگان اشاره کرد: فردوسی، ناصر خسرو، سعدی شیرازی، مولانا، انوری، ثنایی، خاقانی، عطار نیشابوری، نظامی گنجوی، هاتف اصفهانی، محتشم کاشانی، فرخی سیستانی، ملک الشعرای بهار، شیخ بهایی، قاآنی، سلمان ساوجی، آرتیمانی، بیدل دهلوی، جامی، عباس صبوحی، صائب تبریزی.

فردوسی کبیر قسمتی از شاهنامه را به اسکندر (سکندر نامه) اختصاص می‌دهد و او را با ابیات فراوانی مقصود قرآن از ذوالقرنین پیامبر می‌داند و نحوهٔ بنای سد بر یاجوج و مأجوج را به شعر توضیح می‌دهد (مختصری از ابیات):
| سکندر بیامد نگه کرد کوه   |  | بیاورد زان فیلسوفان گروه  |
| بفرمود کاهنگران آورید     |  | مس و روی و پتک گران آورید |
|                           |  |                           |
| ازو یک رش انگشت و آهن یکی |  | پراگنده مس در میان اندکی  |
| همی ریخت گوگردش اندر میان |  | چنین باشد افسون دانا کیان |
| بسی نفت و روغن برآمیختند  |  | همی بر سر گوهران ریختند   |
|                           |  |                           |
| ز یاجوج و ماجوج گیتی برست |  | زمین گشت جای خرام و نشست  |
|                           |  |                           |
| ازان نامور سد اسکندری     |  | جهانی برست از بد داوری    |

مورخان و بزرگان ایرانی بالإجماع اسکندر رومی را در کتبشان ذوالقرنین نبی می‌دانند، از جمله این بزرگان و مورخان می‌توان به این نام‌ها اشاره کرد: ابوریحان بیرونی، ابن سینا، طبری، ابن بلخی، بلعمی، حمدالله مستوفی، دینوری، میر خواند، فخر رازی، یعقوبی اصفهانی، بیضائی، شرف الدین علی یزدی مورخ ایرانی دربار گورکانیان، ناصر خسرو، سور آبادی.

### روایات آسیای مرکزی
مردم مسلمان بخصوصی از آسیای مرکزی، بالاخص مردم بلغار، تاتار و باشقیر منطقه «ولگا–اورال» (در جایی که امروزه در فدراسیون روسیه تاتارستان نامیده می‌شود) سنتی غنی از افسانه اسکندر را به خوبی به قرن ۱۹ میلادی منتقل کردند. این منطقه توسط خلافت عباسیان در اوائل قرن ۱۰ میلادی تسخیر شد. در این افسانه‌ها، اسکندر تحت عنوان اسکندر ذوالقرنین (اسکندر دوشاخ) مورد ارجاع قرار گرفته‌است، و «به عنوان مؤسس شهرهای محلی و جدی از شخصیت‌های محلی به تصویر کشیده شده» است. فولکلور محلی دربارهٔ اسکندر ذوالقرنین نقش مهمی در هویت کمونیستی بازی کرد:
گرویدن بلغارهای ولگا به اسلام عموماً به اولین دهه قرن ۱۰ میلادی تاریخ‌گذاری می‌شود، و از میانه قرن ۱۲ میلادی، آشکار است که اشخص تاریخی اسلامی و اشکال اسلامی اعتبار اجتماعی به عاملی مهم برای همبستگی کمونیستی و سیاسی بلغار تبدیل شده بود. سیاح اندلسی ابو حمید القرناطی که بلغار را در ۱۱۵۰ میلادی بازدید کرده بود، ذکر می‌کند که اسکندر ذوالقرنین در در راهش برای ساخت دیوار آهنی که یاجوج و ماجوج [گاگ و مگاگ] را درون سرزمین تاریکی در بر می‌گیرد از بلغار عبور کرده‌است، یعنی، منطقه ولگا-کاما [Volga-Kama] … در حالی که نجاب الهمدانی [Nijab al-Hamadani] گزارش می‌کند که حاکمان بلغار از تبار اسکندر ذوالقرنین هستند.

افسانه‌های اسکندر ذوالقرنین نقش مهمی در روایات ایمان‌آوری مسلمانان بلغار ولگا بازی کرد.
حاشیه گویی‌های متعددی به روایت تغییر مذهب تأسیس بلغارستان مربوط می‌شود، و افسانه‌هایی در رابطه با اسکندر ذوالقرنین و سقراط وجود دارد. بنا به حکایت، سقراط به عنوان یک مسیحی در سمرقند متولد شد و به یونان رفت تا به خدمت اسکندر ذوالقرنین (اسکندر رومی) در بیاید. با هم، به سرزمین تاریکی (دارالظلمات) رفتند تا چشمه جوانی (آب الحیات) را بیابند. در سرزمین‌های شمالی شهری ساختند و نامش را بلغار گذاشتند.

در ۱۵۷۷ میلادی روسیه تزاری کنترل منطقه را به زور تصاحب کرد و نوشته‌های مسلمانان بلغار در رابطه با ذوالقرنین دیگر تا قرن‌های ۱۸ و ۱۹ میلادی به چشم نخورد [یا چاپ نشد]، که این قرون احیای افسانه‌های اسکندر ذوالقرنین به عنوان منبعی برای هویت مسلمانی و قومیتی را به خود دیدند:
صرفاً با گذر از قرن ۱۸ و ۱۹ میلادی بود که ما شروع کردیم به دیدن افسانه‌های تاریخی در رباطه با اسکندر ذوالقرنین که در میان مسلمانان ولگا-کارما بازپدیدار شده بود، حداقل به شکل نوشتاری، و تا قرن ۱۰ میلادی نبود که سپس چنین افسانه‌هایی از روی سنت ضفاهی مسلمانان محلی ثبت و ضبط شدند. الهی‌دان تاتار، شهاب‌الدین مرجانی، در یکی از اخیرترین آثار تاریخی اش، با نام Ghilālat al-Zamān و ۱۸۷۷ میلادی نوشت که بنا به نوشته‌های عربی و دیگران مسلمین، و همچنین بنا به افسانه‌های محبوب، شهر بلغار توسط اسکندر کبیر تأسیس شد.

## دیدگاه‌های شرق‌شناختی و غربی
در قرن ۱۹ میلادی، مستشرقینی که قرآن را مطالعه می‌کردند شروع به تعیین هویت ذوالقرنین کردند. تئودور نلدکه، باور داشت که ذوالقرنین هیچ‌کسی جز اسکندر کبیر که در نسخه‌های رمانس اسکندر و ادبیات مرتبط در سریانی (گویشی از آرامی میانه) ذکر شده‌است نبوده‌است. نسخه‌های خطی سریانی در ۱۸۸۹ میلادی توسط والیس بودج به انگلیسی ترجمه شدند.
در اواخر قرن ۲۰ میلادی اندرو رونی اندرسون در ترنسکشن‌های جامعه متن‌شناسی آمریکا یک سری مقالات بر این سؤال نوشت. یافته‌های متن‌شناسان حاکی از آن است که منبع داستان قرآن درباره ذوالقرنین رمانس اسکندر است، تألیفی به‌طور کامل آب و تاب یافته دربارهٔ استثمارات اسکندر، از منابع هلنیستی و مسیحی اولیه، که به مدت دو هزار سال، در سرتاسر دوره‌های قرون وسطی و باستان زیر موضوع‌پروری و بازنویسی‌های متعدد رفت.
همان‌طور که در نقل قول‌های رو به رو از ادواردز می‌توان دید، متن‌شناس سکولاری که افسانه‌های مسیحی سریانی دربارهٔ اسکندر کبیر را مطالعه مورد مطالعه قرار می‌دهد نیز به این نتیجه رسیده‌است که ذوالقرنین عبارتی وصفی (لقبی) برای اسکندر کبیر می‌باشد. ادواردز می‌گوید،
پیوند اسکندر با دو شاخ و با بنا کردن دروازه ای بر ضد گاگ و مگاگ [یاجوج و ماجوج] خیلی قبل تر از قرآن رخ می‌دهد و در باورهای هر سه دین باقی می‌ماند [یهودیت، مسیحیت، و اسلام]. انکار هویت اسکندر به عنوان ذوالقرنین انکار میراثی مشترک است که توسط فرهنگ‌هایی که دنیای مدرن را شکل می‌دهند به اشتراک گذاشته شده‌است—هم در شرق و هم در غرب. محبوبیت افسانه اسکندر کبیر ثابت می‌کند که این سه فرهنگ تاریخی مشترک را به اشتراک دارند که حاکی از آن است که شاید آن‌ها با این همه بالاخره چندان هم متفاوت نباشند.

## ارجاعات
1. ↑  فیض کاشانی: «مرادمان از ذوالقرنین، اسکندر رومی است»
2. ↑  محمدباقر مجلسی؛ عبور اسکندر ذوالقرنین از طوس
3. ↑  دهخدا؛ ذوالقرنین
4. ↑  دهخدا؛ اسکندر
5. ↑  Esposito
6. ↑  Stoneman, Richard (2003). "Alexander the Great in Arabic Tradition". In Panayotakis, Stelios; Zimmerman, Maaike; Keulen, Wytse (eds.). The Ancient Novel and Beyond. Brill Academic Publishers NV. ISBN 978-90-04-12999-3.
7. ↑  Watt, W. Montgomery (1978). "al-Iskandar". In van Donzel, E. ; Lewis, B. ; Pellat, Ch. & Bosworth, C. E. (eds.). The Encyclopaedia of Islam, New Edition, Volume IV: Iran–Kha. Leiden: E. J. Brill. p. 127. OCLC 758278456. ص ۱۲۷.
8. ↑  McGinn 1998.
9. ↑  Broydé 1906.
10. ↑  Boyle 1974.
11. ↑  Beyer, Klaus; John F. Healey (trans.) (1986). The Aramaic Language: its distribution and subdivisions. Göttingen: Vandenhoeck und Ruprecht. p. 44. ISBN 3-525-53573-2.
12. 1 2  درویشی، داریوش (۱۴۰۱). افسانهٔ اسکندر. تهران: نگاه معاصر. صص. ۱۱۷–۱۴۹. شابک ۹۷۸-۶۲۲-۲۹۰-۱۱۸-۹.
13. ↑  Zuwiyya 2009.
14. 1 2 3  Stoneman 2003.
15. ↑  "The nonsense about the snakes" is from Plutarch's Life of Alexander (2.6), according to Robin Lane Lox, Alexander the Great 1973:26 and note p. 504; Fox suggests that the snake-handling was the stuprum referred to by Justin9.5.9.
16. ↑  Lesson 47, page 217, Paragraph 3 of the main lesson, sentence 2, in the published textbook: What Islam is all About, published by Noorart Inc.
17. ↑  Tafsir Ibn Kathir, Surah Al-Kahf, Reason why this Surah was revealed بایگانی‌شده  در ۲۸ سپتامبر ۲۰۰۷ توسط Wayback Machine
18. ↑  Guillaume p.139.
19. ↑  Guillaume p.139.
20. ↑  Guillaume p.12.
21. ↑  Hāssan b. Thābit cited in R. A. Nicholson (transl.), A Literary History of the Arabs, p. 18, Cambridge, UK: Cambridge University Press, 1962.
For the Arabic text on which the translation is based, see Von Kremer, Alfred, Altarabische Gedichte ueber die Volkssage von Jemen, als Textbelege zur Abhandlung “Ueber die südarabische Sage. ”, p.15 (No. viii,1.6 sqq), 1867. Both can be read online as Google books previews.
22. ↑  Imam Jalaluddin Al-Suyuti. "Tafsir Al-Jalalayn". Archived from the original on 7 July 2011.
23. ↑  Razi, Tafsir al-Kabir, commenting on Q. 18:83–98.
24. ↑  Ibn Taymiyyah.
25. ↑  Renard, John (2001). "Alexander". Encyclopedia of the Quran. Vol. 1 (1st ed.). Brill Academic Publishers. pp. 61–62. ISBN 9004114653.
26. ↑  The Holy Quran, Translation and Commentary by Yusuf Ali, Appendix 7, page 763 (1983)
27. ↑  Maududi, Abdul Ala (1972). "Tafheem-ul-Qura'an". p. 18:83, note 62.
28. ↑  Griffith 2008.
29. ↑  "Coin: from the Persian Wars to Alexander the Great, 490–336 bc". Encyclopædia Britannica. Retrieved 2009-11-16.
30. ↑  Green 2007. p.382
31. ↑  Plutarch, Alexander, 27
32. ↑  Encyclopædia Britannica, Alexander III, 1971
33. ↑  «Alexander the Great coins gallaery». بایگانی‌شده از اصلی در ۶ مه ۲۰۱۰. دریافت‌شده در ۴ مارس ۲۰۱۹.
34. ↑  The Impact of Alexander the Great’s Coinage in East Arabia, Hellenic Ministry of Culture, description of the exhibit "Presveis," displayed at the Numismatic Museum of Athens
35. ↑  Shanks, Jeffrey H. (2005) [http Alexander the Great and Zeus Ammon: A New Interpretation of the Phalerae from Babyna Mogila]. Ancient West & East. Volume 4, Number 1.
36. 1 2 3 4
37. ↑  Southgate 1978.
38. ↑  Bretschneider 1876.
39. ↑  Tafsir Ibn Kathir, Surah Al-Kahf 18:89, His traveling and reaching the Place where the Sun sets (the West) (link بایگانی‌شده  در ۲ مارس ۲۰۱۹ توسط Wayback Machine)
40. ↑  Sahih Muslim 1:297
41. 1 2 3  Budge 1889.
42. ↑  Thirty Most Famous Stories Retold, James Baldwin (1841–1925)
43. ↑  Hammond 1998.
44. ↑  «(Khidir in the Hadith, Sahih Bukhari, Volume 6, Book 60, Number 249.)». بایگانی‌شده از اصلی در ۱ ژانویه ۲۰۰۸. دریافت‌شده در ۷ دسامبر ۲۰۱۸.
45. ↑  Leaman, Olver. ed. (2006). Al-Khidir in The Quran: an encyclopedia p.344
46. ↑  ترجمه «فارسی ۱۸۹۵»، http://www.beblia.com/pages/main.aspx?Language=Persian&Book=1&Chapter=49#Verse25 بایگانی‌شده  در ۹ دسامبر ۲۰۱۸ توسط Wayback Machine
47. ↑  Algar, Hamid (1973). Mīrzā Malkum Khān: A Study in the History of Iranian Modernism (به انگلیسی). University of California Press. p. 292, ft. 26. ISBN 978-0-520-02217-1.
48. ↑  درویشی، داریوش (۱۴۰۱). افسانهٔ اسکندر. تهران: نگاه معاصر. صص. ۱۷۱–۱۷۴. شابک ۹۷۸-۶۲۲-۲۹۰-۱۱۸-۹.
49. ↑  Doufikar-Aerts, Faustina (2003). The Last Days of Alexander in an Arabic Popular Romance of Al-Iskandar. in The Ancient Novel and Beyond by Panayotakis, Zimmerman and Keulen.
50. ↑  https://ganjoor.net/ferdousi/shahname/eskandar/sh36/
51. ↑  آثار الباقیة، أبوریحان بیرونی صفحهٔ ۶۰
52. ↑  تاریخ طبری جلد یکم صفحه ۲۲۰، چاپ بیروت
53. ↑  ابن بلخی فارسنامه صفحهٔ ۱۶۴
54. ↑  بلعمی، تاریخنامه طبری، جلد یکم، صفحه ۴۸۹–۴۸۸
55. ↑  تاریخ گزیده صفحهٔ ۵۹
56. ↑  دینوری اخبار الطوال صفحهٔ ۵۳
57. ↑  تاریخ حبیب السیر، جلد ۱ صفحهٔ ۲۰۹
58. ↑  تفسیر کبیر فخر رازی صفحهٔ ۱۳۹
59. ↑  تاریخ یعقوبی جلد یکم صفحهٔ ۱۷۴
60. ↑  ظفرنامه تیموری جلد اول صفحات ۴۱ تا ۴۳: بعضی گویند [یافث] پیغمبر مرسل است و او را هشت پسر بود، اوّل ترک، دوم خزر، سیوم صقلاب، چهارم روس، پنجم میشک، ششم چین، هفتم کماری و او را کیمال نیز گویند، هشتم تارخ و "اسکندر_ذوالقرنین" از چهارم فرزندان او بود
61. ↑  https://ganjoor.net/naserkhosro/divann/ghaside-naser/sh165/ به غوغای نادان چه غره شوی، چه لافی که «ما بر سر منبریم، ز یاجوج و ماجوج مان باک نیست، که ما بر سر سد اسکندریم
62. ↑  تفسیر سور آبادی جلد دوم صفحهٔ ۲۵۶
63. ↑  Edwards 2002.